# عبد الرحمن الصوفي

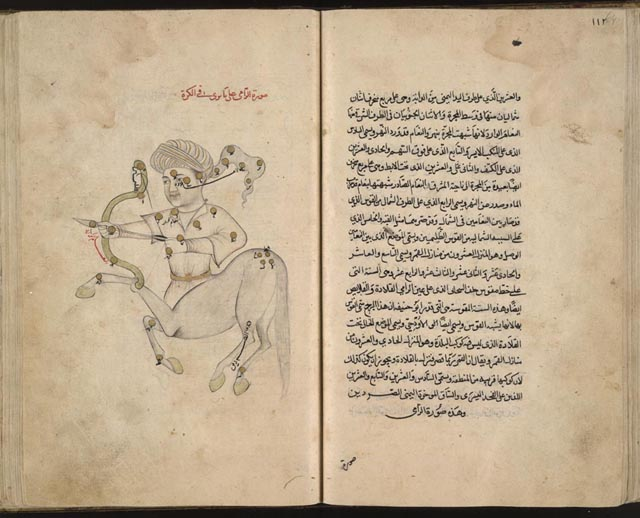
كوكبة الرامي من كتاب صور الكواكب الثمانية والأربعين للصوفي.

أَبُو اَلْحُسَيْنْ عَبْدُ اَلرَّحْمَنْ بْنْ عُمَرْ بْنْ سَهْلِ اَلصُّوفِيِّ اَلرَّازِي (291 هـ - 376 هـ / 903 - 986م). كان عالم فلك فارسي مسلم من القرن العاشر الميلادي. ولد بالري في بلاد فارس في 9 محرم 291 هـ (الموافق:7 ديسمبر 903 م)، اتصل بعضد الدولة البويهي. وهو من الذين قالوا بأن الأرض كروية بعد إراتوستينس الذي كان قد أثبت كرويتها قبل الميلاد، وكان من كبار علماء الفلك. وهو من أعظم فلكيي الإسلام على حد تعبير المؤرخ جورج سارطون. وقد كان صديقا للسلطان البويهي عضد الدولة الذي اتخذه فلكياً ومعلماً له لمعرفة مواضع النجوم والكواكب المختلفة وحركة الأجرام الفلكية. وقد قام عضد الدولة ببناء مرصد خاص للصوفي في شيراز مما ساعده في القيام بإنجازاته الفلكية. كانت لغته فارسية ولكنه كتب كتبه العلمية باللغة العربية كونها كانت لغة العلوم في العصر الذهبي للإسلام في تلك الفترة. وقد توفي الصوفي في 8 محرم 376 هـ (الموافق: 25 مايو 986 م) وعمره 83 عاماً.

## السيرة الشخصية
كان عبد الرحمن الصوفي أحد علماء الفلك المسلمين التسعة المشهورين. يوحي اسمه بأنه كان من خلفية إسلامية صوفية. عاش في بلاط الأمير عضد الدولة في أصفهان، وعمل على ترجمة وتوسيع الأعمال الفلكية اليونانية، ولا سيما كتاب ألمجسطي لبطليموس.
كان المترجم الرئيسي إلى العربية لعلم الفلك الهلنستي الذي كان مركزه في الإسكندرية بمصر، وكان أول من حاول ربط اليونانية بأسماء الكوكبات والنجوم العربية التقليدية، والتي كانت لا علاقة لها تمامًا ومتداخلة بطرق معقدة.

## إسهاماته الفلكية

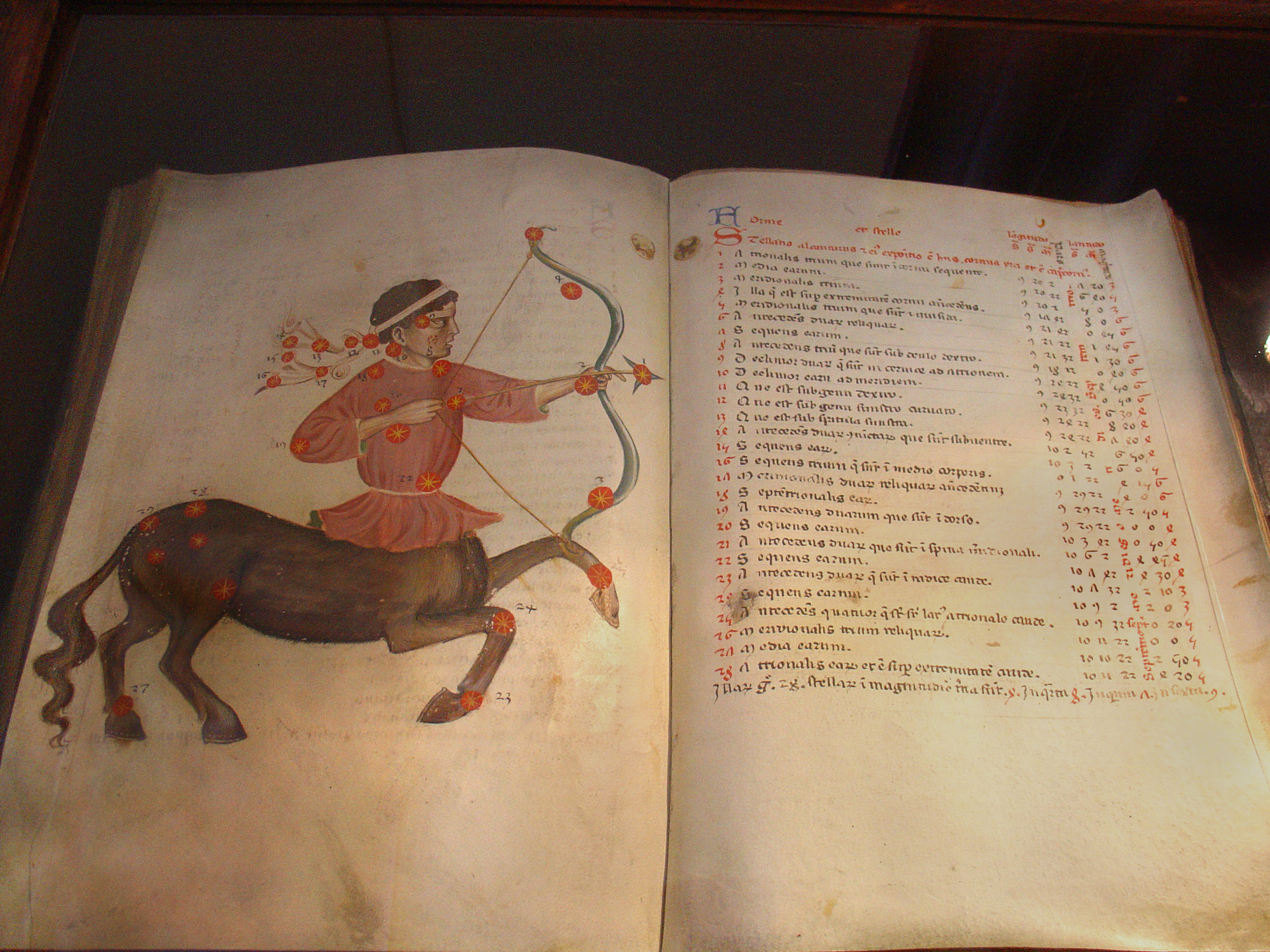
أطلس الصوفي

قدّم الصوفي في علم الفلك إسهامات مهمة تتجلى منها رَصَدَ النجوم، وعدَّها وحدد أبعادها عرضاً وطولاً في السماء، ولاحظ نجوماً لم يسبقه إليها أحد من قبل. ثم رسم خريطة للسماء حسب فيها مواضع النجوم وأحجامها ودرجة لمعان كل منها. ووضع فهرساً للنجوم لتصحيح أخطاء من سبقوه. وقد اعترف الأوربيون بدقة ملاحظاته الفلكية حيث يصفه ألدومييلي بأنه «من أعظم الفلكيين الفرس الذين ندين لهم بسلسلة دقيقة من الملاحظات المباشرة<، ثم يتابع قائلاً :>ولم يقتصر هذا الفلكي العظيم على تعيين كثير من الكواكب التي لا توجد عند بطليموس، بل صحح أيضاً كثيراً من الملاحظات التي أخطأ فيها، ومكن بذلك الفلكيين المحدثين من التعرف على الكواكب التي حدد لها الفلكي اليوناني مراكز غير دقيقة.
وقد كان الصوفي هو أول فلكي يَرصد ويُلاحظ تغير ألوان الكواكب وأقدارها (وحدة لقياس السطوع)، وأيضاً كان أول من رسمَ الحركة الصحيحة تماماً للكواكب. وهو أول من لاحظ وجود مجرة أندروميدا، ووصفها بـ«لطخة سحابية». وأيضاً كان أول من لاحظَ وجود سحابتي ماجلان الكبرى والصغرى. وقد صحح الكثير من الأخطاء في وصف بطليموس لمواضع النجوم، وذلك في كتابه صور الكواكب الثمانية والأربعين. وقام أيضاً في كتابه هذا بوضع حدود بدقة لكل كوكبة وللنجوم التي تقع في الصورة المُتخيلة لها والتي خارجها. ووصف فيه مواقع كل النجوم وأقدارها (حيث كان القدماء يُصنفون النجوم ضمن ستة أقدار، وكانوا يُضطرون إلى تقدير لمعانها لعدم توفر أدوات دقيقة لقياسه) من رصده الخاص لها.
حدد سحابة ماجلان الكبرى التي يمكن رؤيتها من اليمن، ولكن ليس من أصفهان، ولم يرها الأوروبيون حتى رحلة ماجلان في القرن السادس عشر. قام أيضًا بأول ملاحظة مسجلة لمجرة أندروميدا في عام 964 م ووصفها بأنها «سحابة صغيرة». كانت هذه هي المجرات الأولى بخلاف درب التبانة التي يمكن ملاحظتها من الأرض.
لاحظ عبد الرحمن الصوفي النجوم ووصفها ووصف مواقعها وحجمها ولونها، كما لاحظ كوكبات وقدم لكل كوكبة رسمتين، واحدة كما تُرى من خارج الكرة الأرضية والأخرى كما نراها من على سطح الأرض.
كتب الصوفي عن الأسطرلاب، حيث وجد العديد من الاستخدامات الإضافية له، فقد وصف أكثر من 1000 استخدام مختلف في مجالات متنوعة مثل علم الفلك والملاحة ومسح الأراضي وضبط الوقت والقبلة والصلاة وغيرهم.
منذ عام 2006، عقدت جمعية علم الفلك الإيراني - لجنة الهواة (ASIAC) مسابقة دولية للرصد الصوفي في ذكرى عبد الرحمن الصوفي. عقدت المسابقة الأولى في عام 2006 في شمال مقاطعة سمنان، والثانية عقدت في صيف عام 2008 في لاديز بالقرب من زاهدان، وشارك في الحدث أكثر من 100 شخص من إيران والعراق.

## مؤلفاته

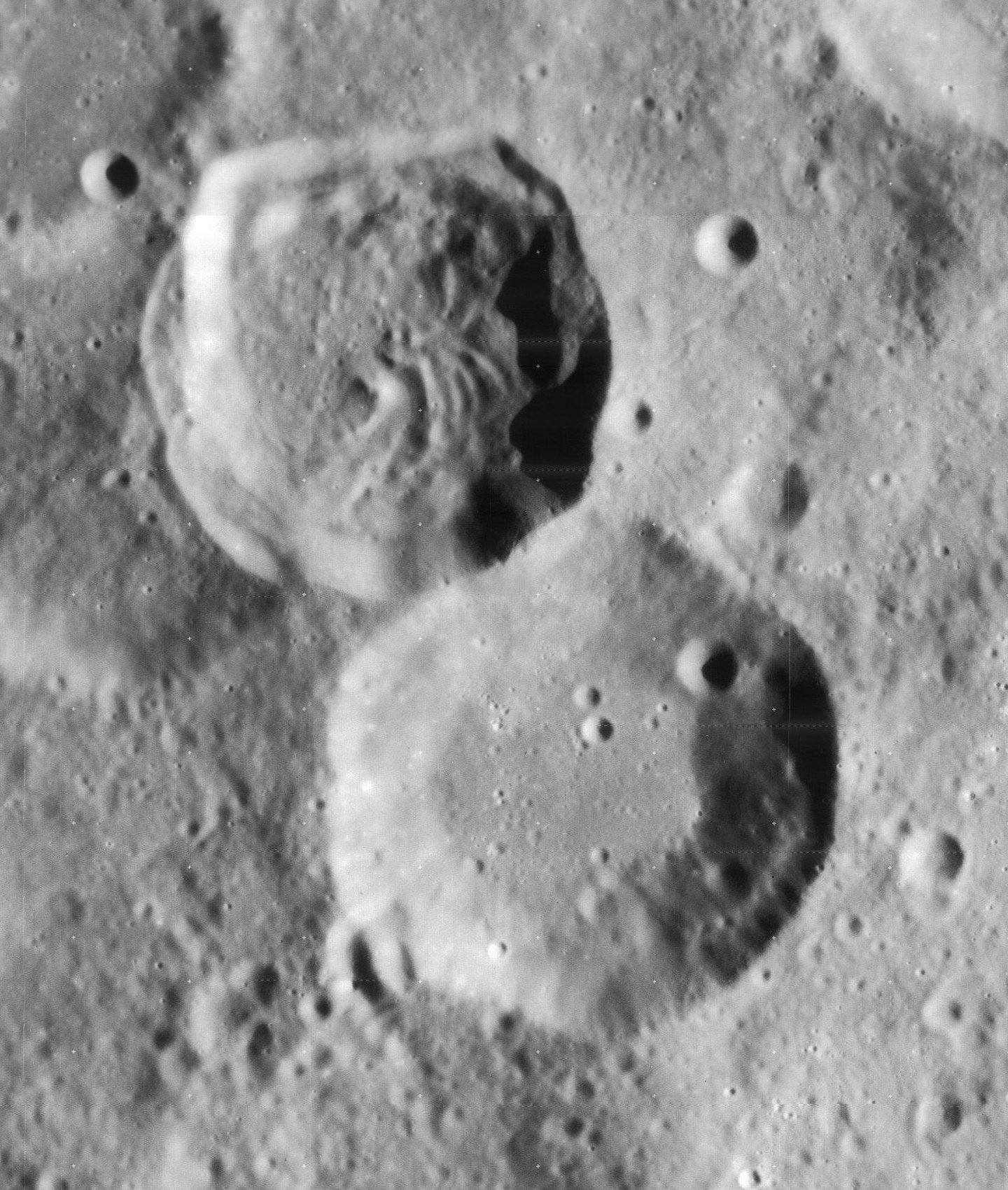
فوهة الصوفي القمرية، سُميت تيمُنًا به.

كتاب الكواكب الثابتة غير المتحركة (كان العرب القدماء يُسمون النجوم بـ«الكواكب الثابتة» والكواكب بـ«الكواكب السيارة») يعدّه سارطون أحد الكتب الرئيسة الثلاثة التي اشتهرت في علم الفلك عند المسلمين. أما الكتابان الآخران، فأحدهما لابن يونس، والآخر لألغ بك. ويتميز كتاب الكواكب الثابتة بالرسوم الملونة للأبراج والصور السماوية. ومن أهم مؤلفاته:
- «كتاب الأرجوزة في الكواكب الثابتة».
- «صور الكواكب الثمانية والأربعين».
- «رسالة العمل بالأسطرلاب».
- «كتاب التذكرة».
- «كتاب تطارح الشعاعات».

وتوجد نسخ من بعض هذه المؤلفات في مكتبات عدد من الدول مثل الأسكوريال بمدريد، وباريس، وأكسفورد.

## ذكرى مولده
احتفل جوجل في 7 ديسمبر من عام 2016 بالذكرى الـ 1113 لمولده.

## صور

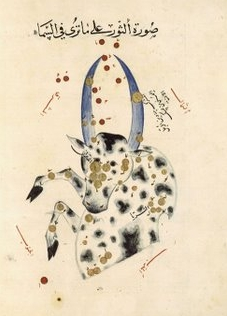
كوكبة الثور
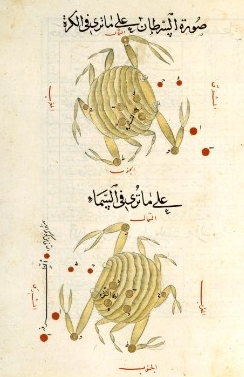
كوكبة السرطان
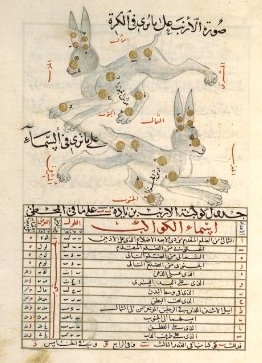
كوكبة الأرنب
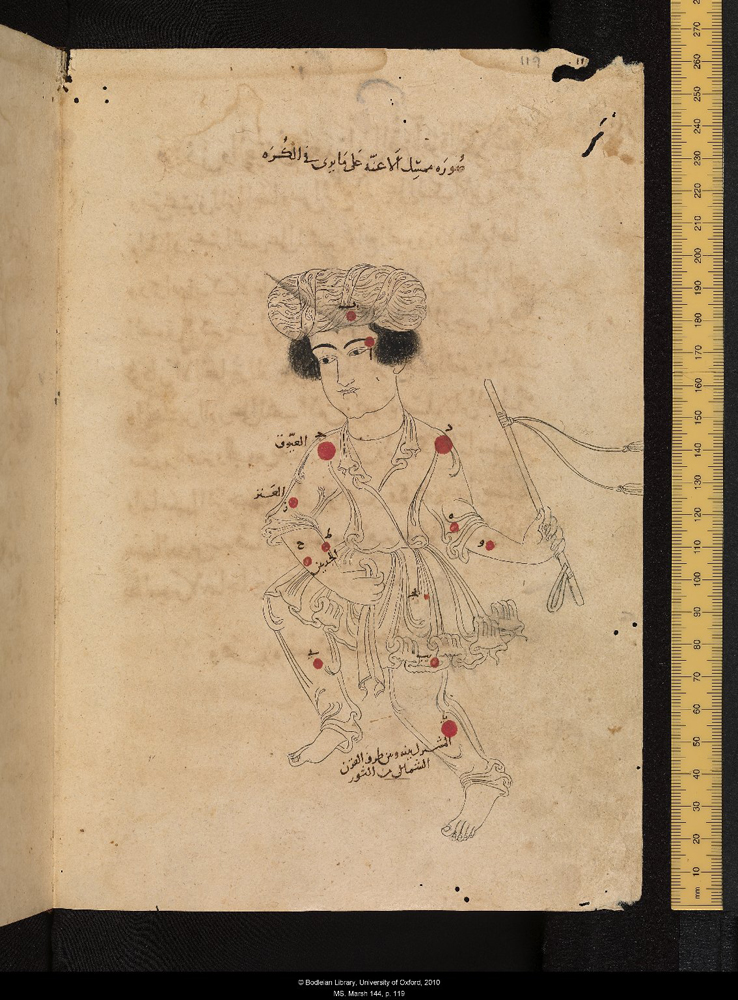
كوكب ممسك الأعنة
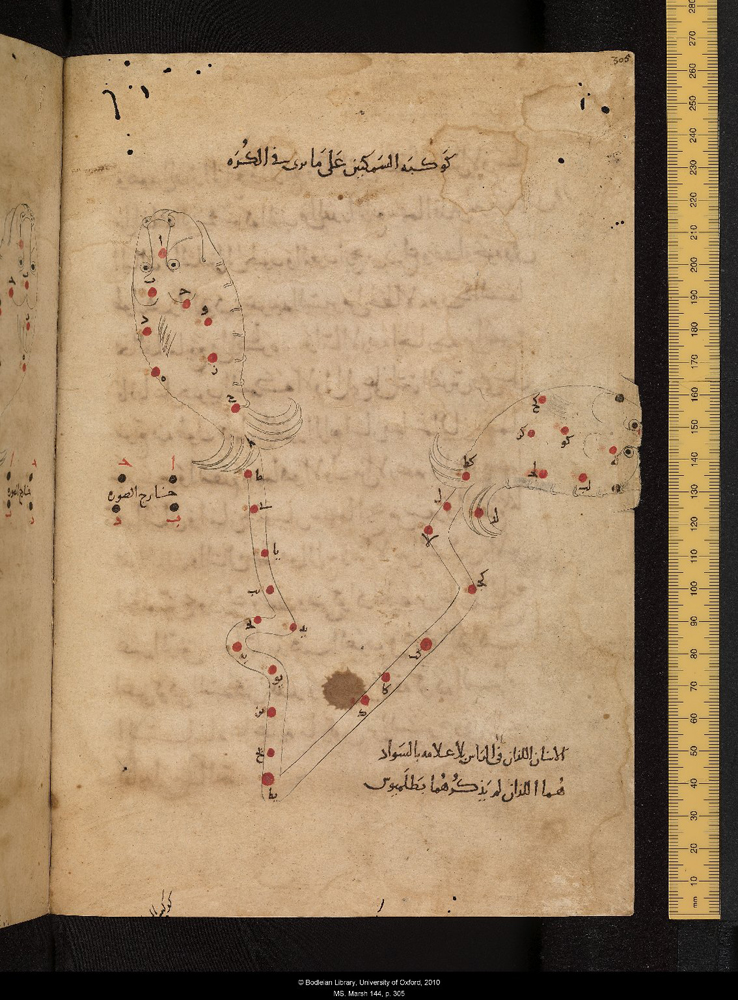
كوكب الحوت
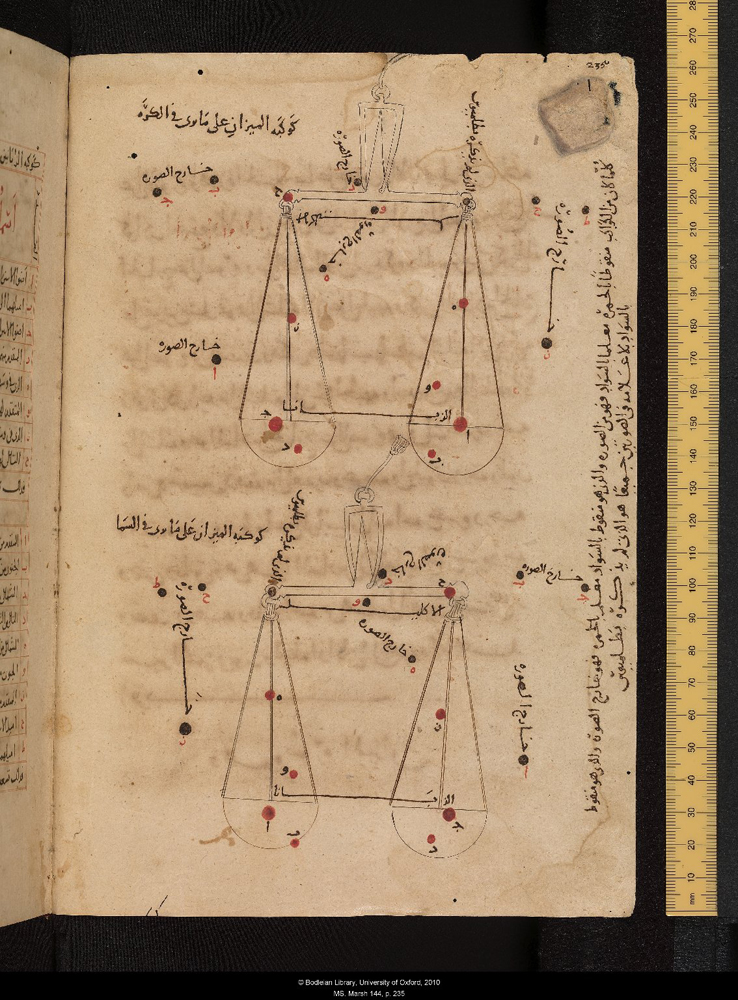
كوكب الميزان
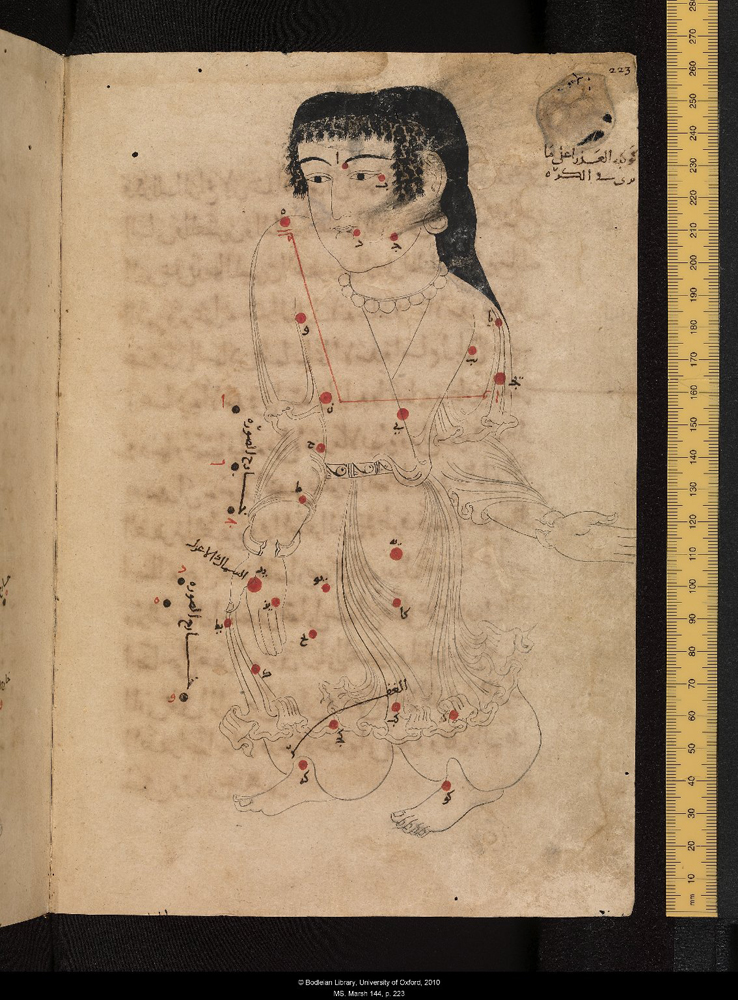
كوكب العذراء
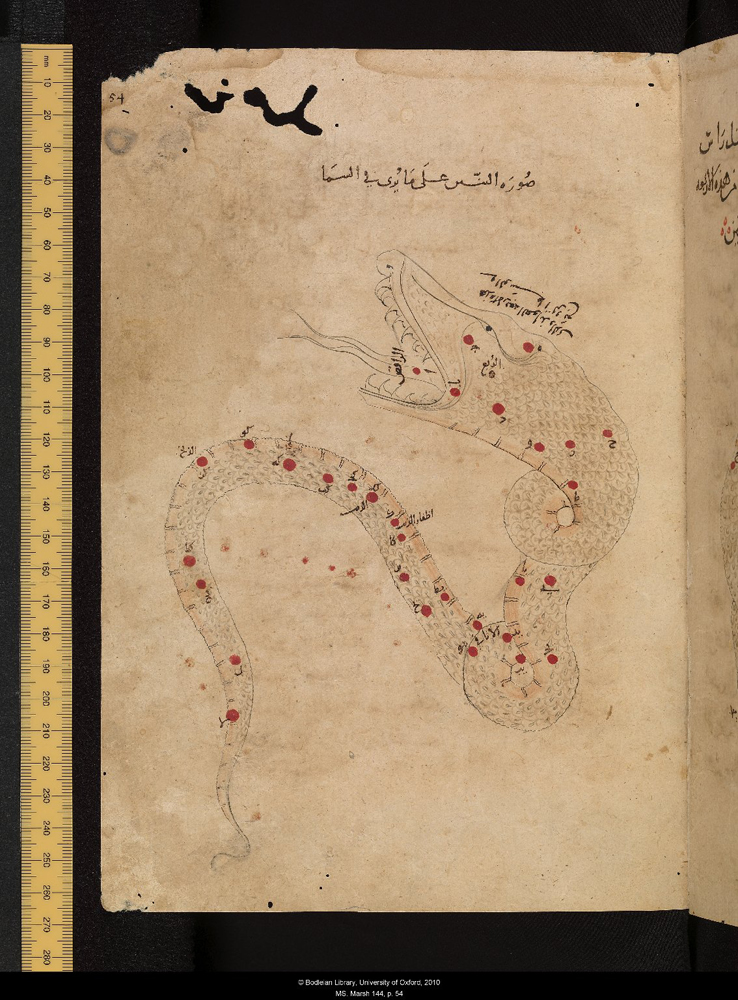
كوكب الشجاع
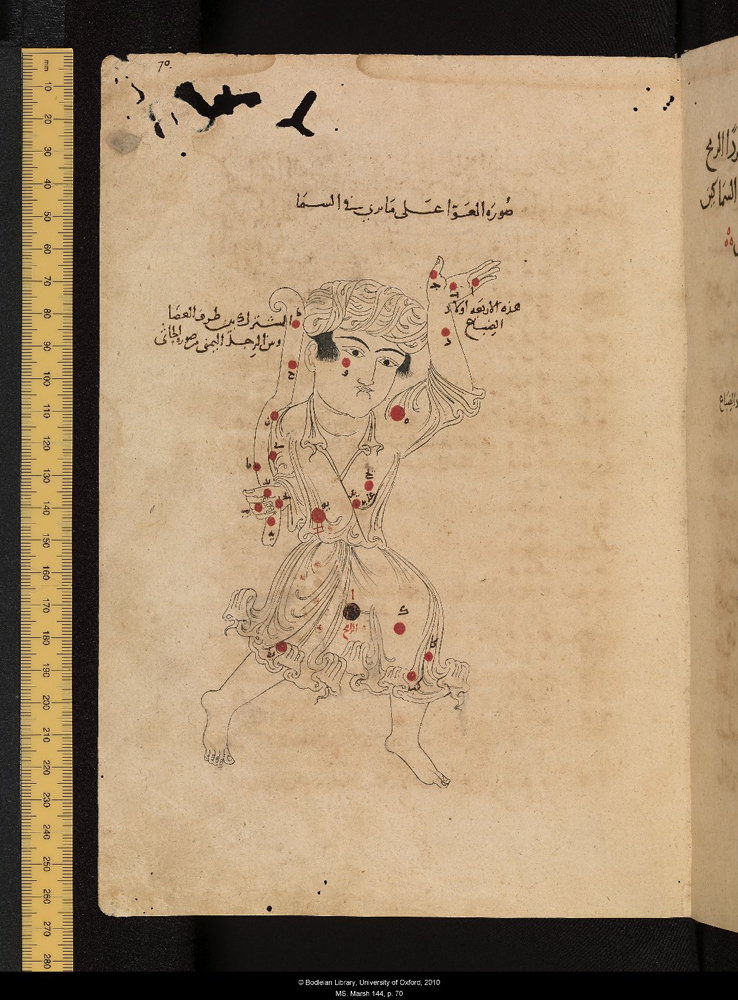
كوكب العواء
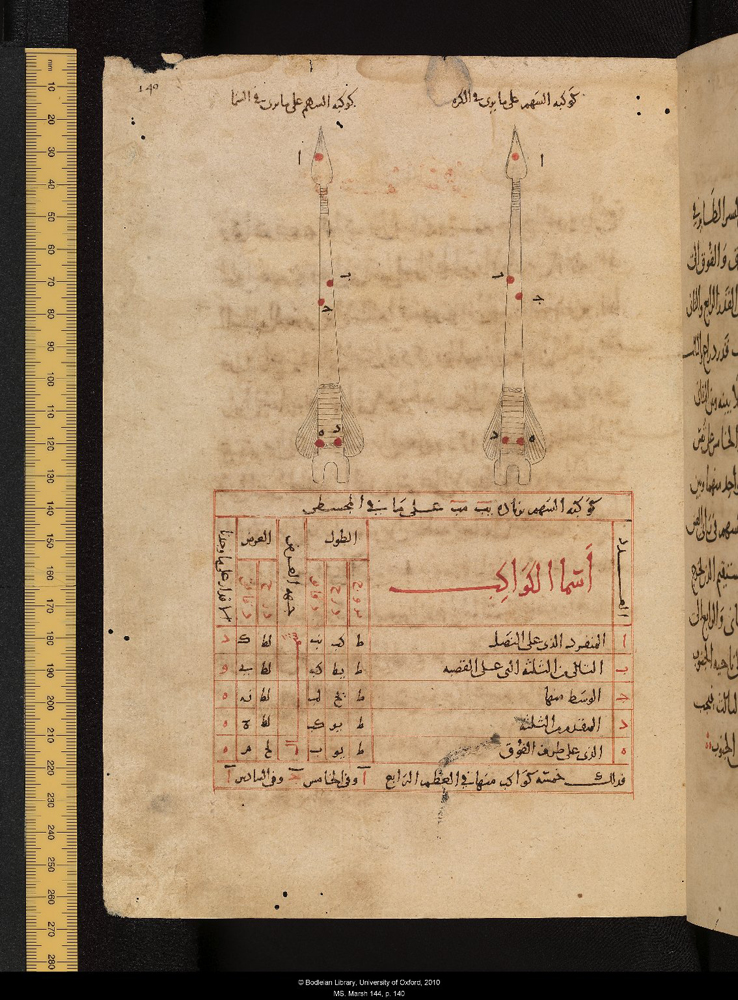
كوكب السهم
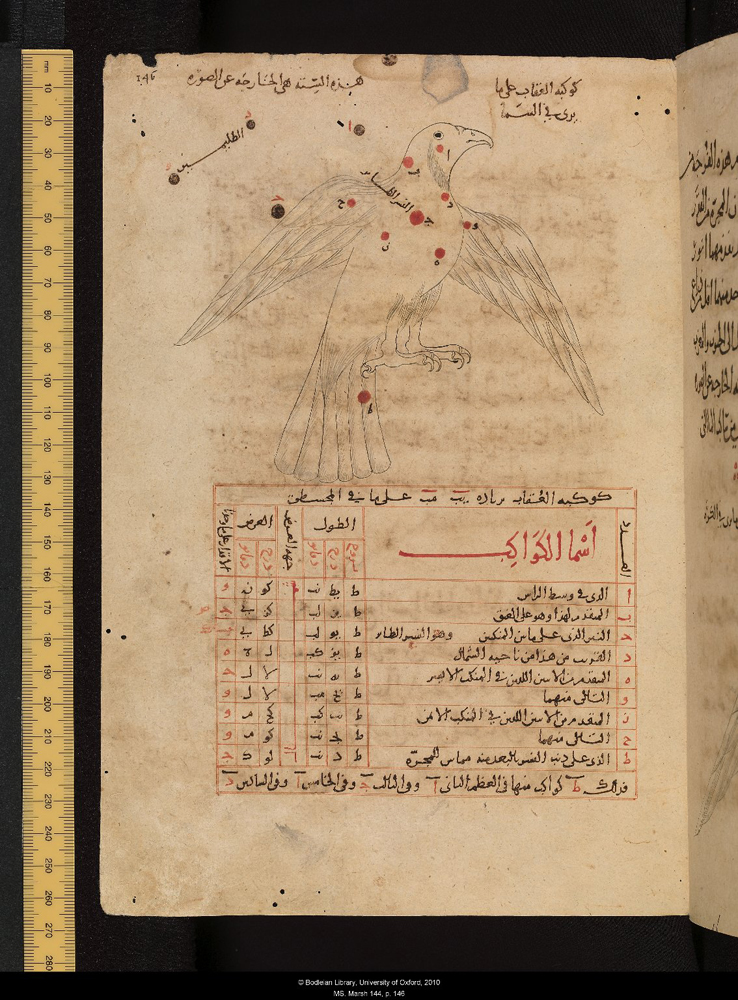
كوكب العقاب
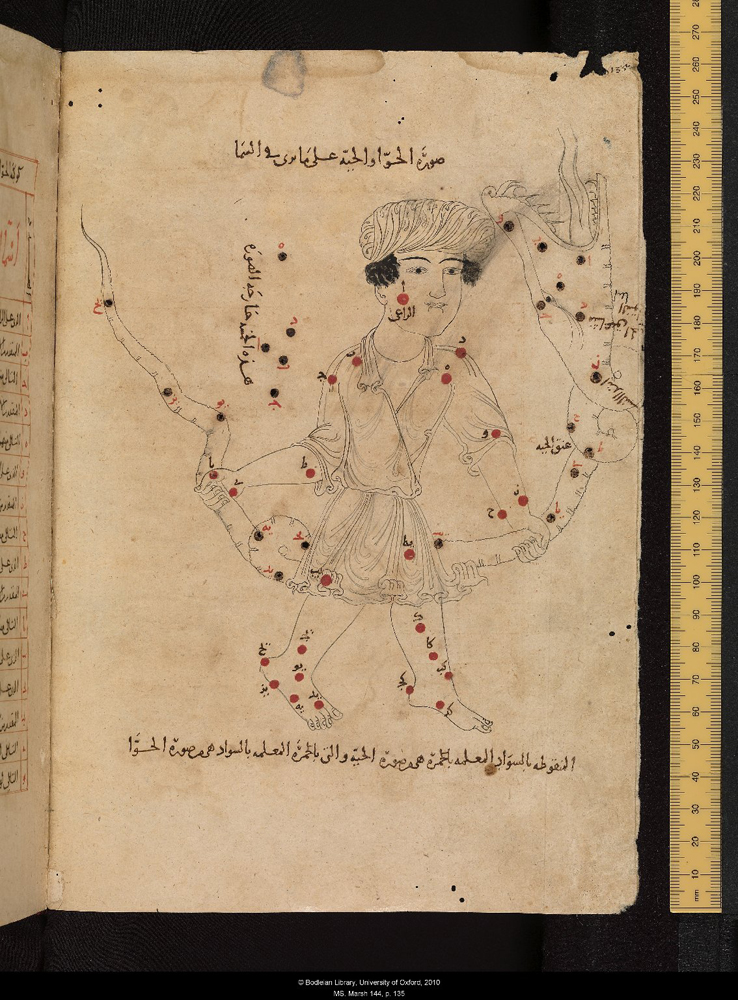
كوكب الحواء
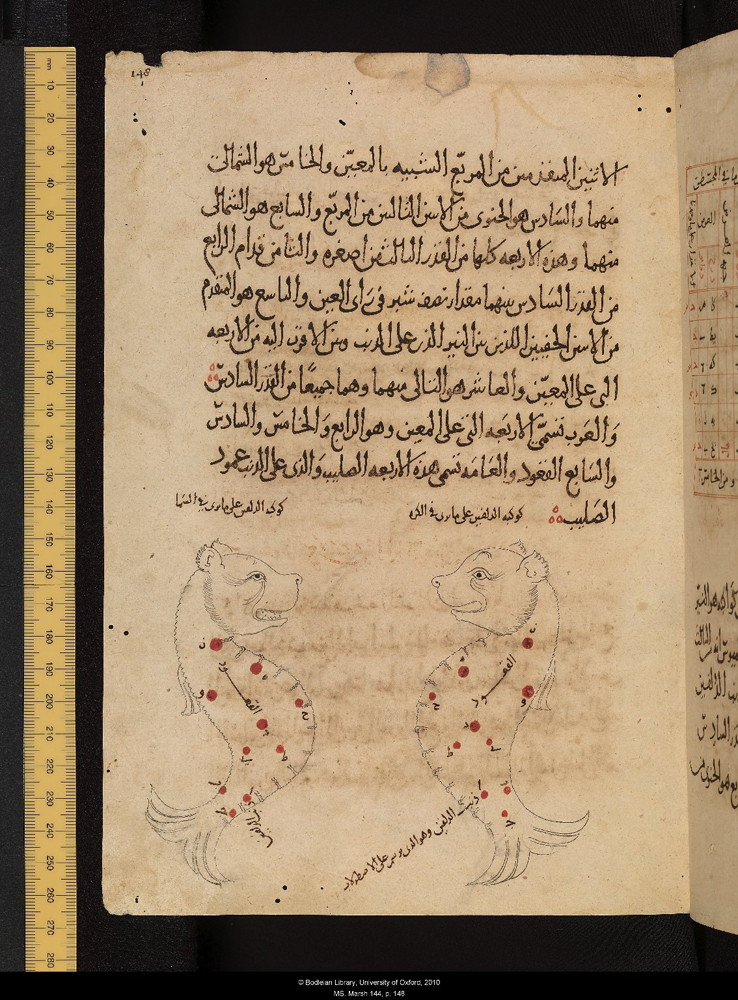
كوكب الدلفين
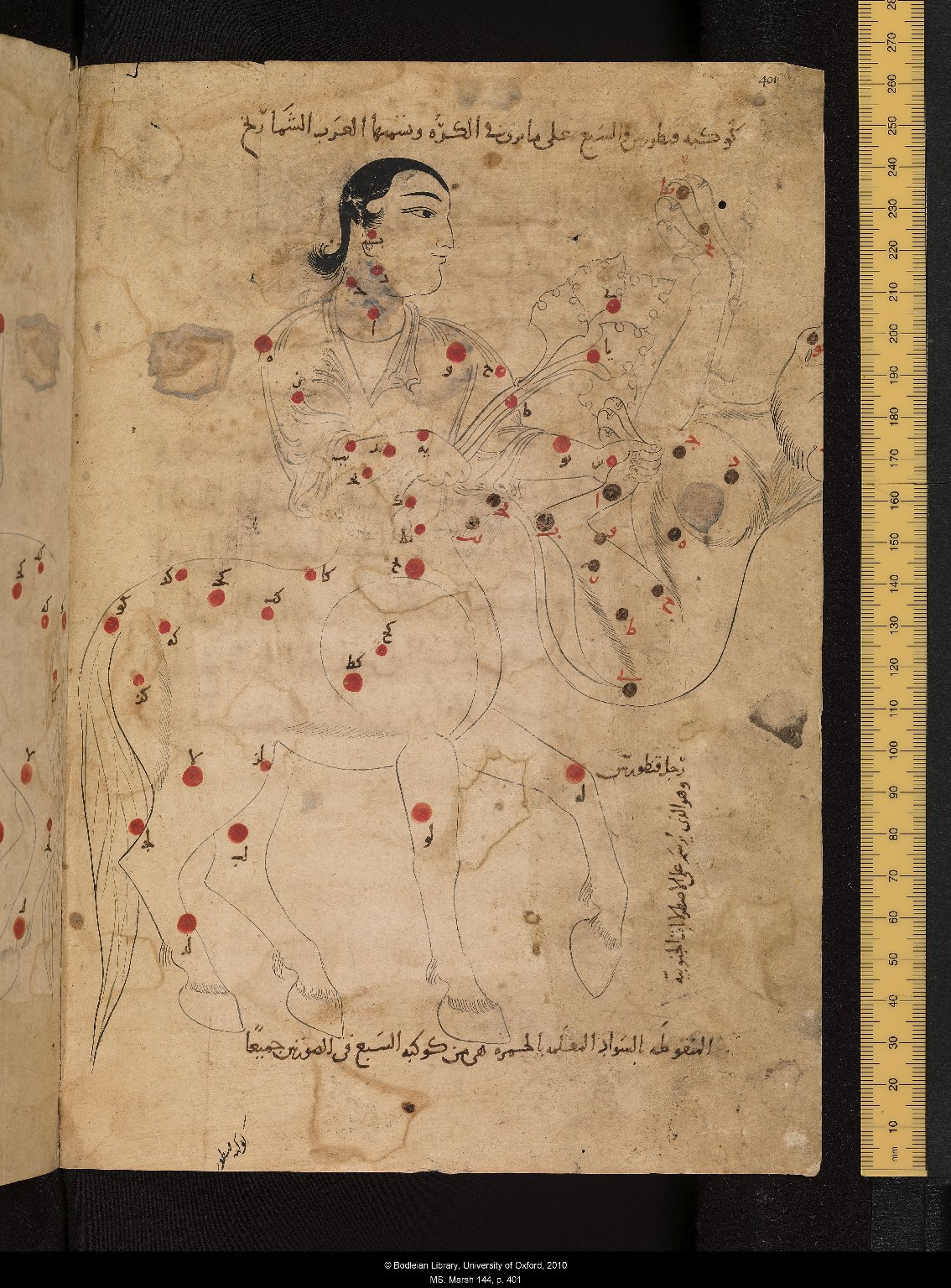
كوكب القنطور
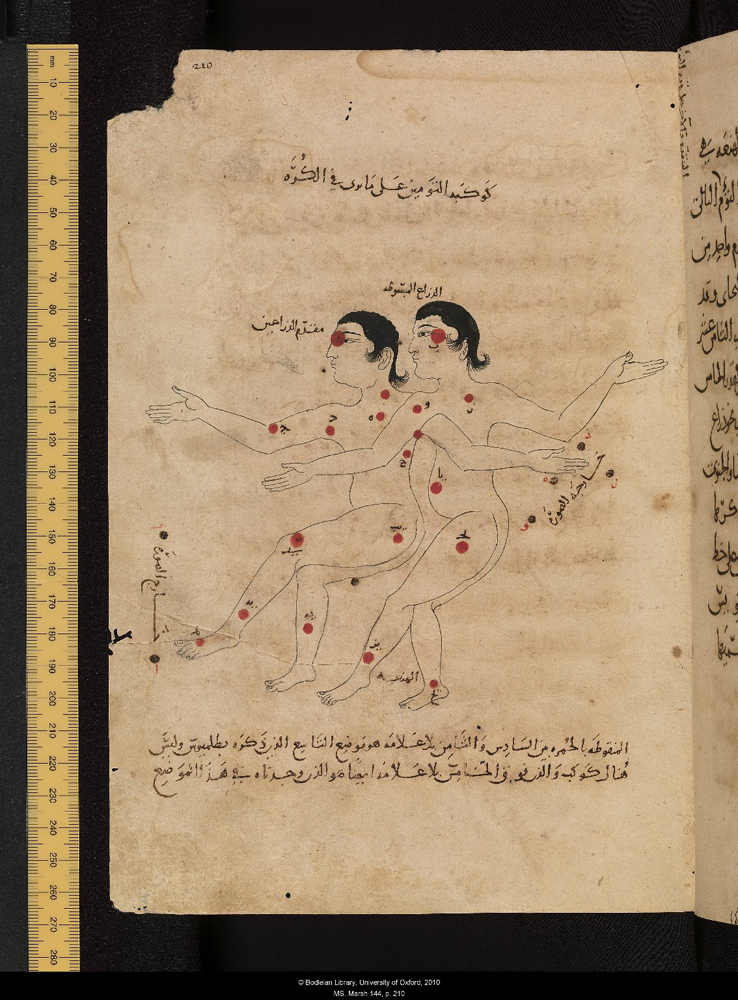
كوكب الجوزاء
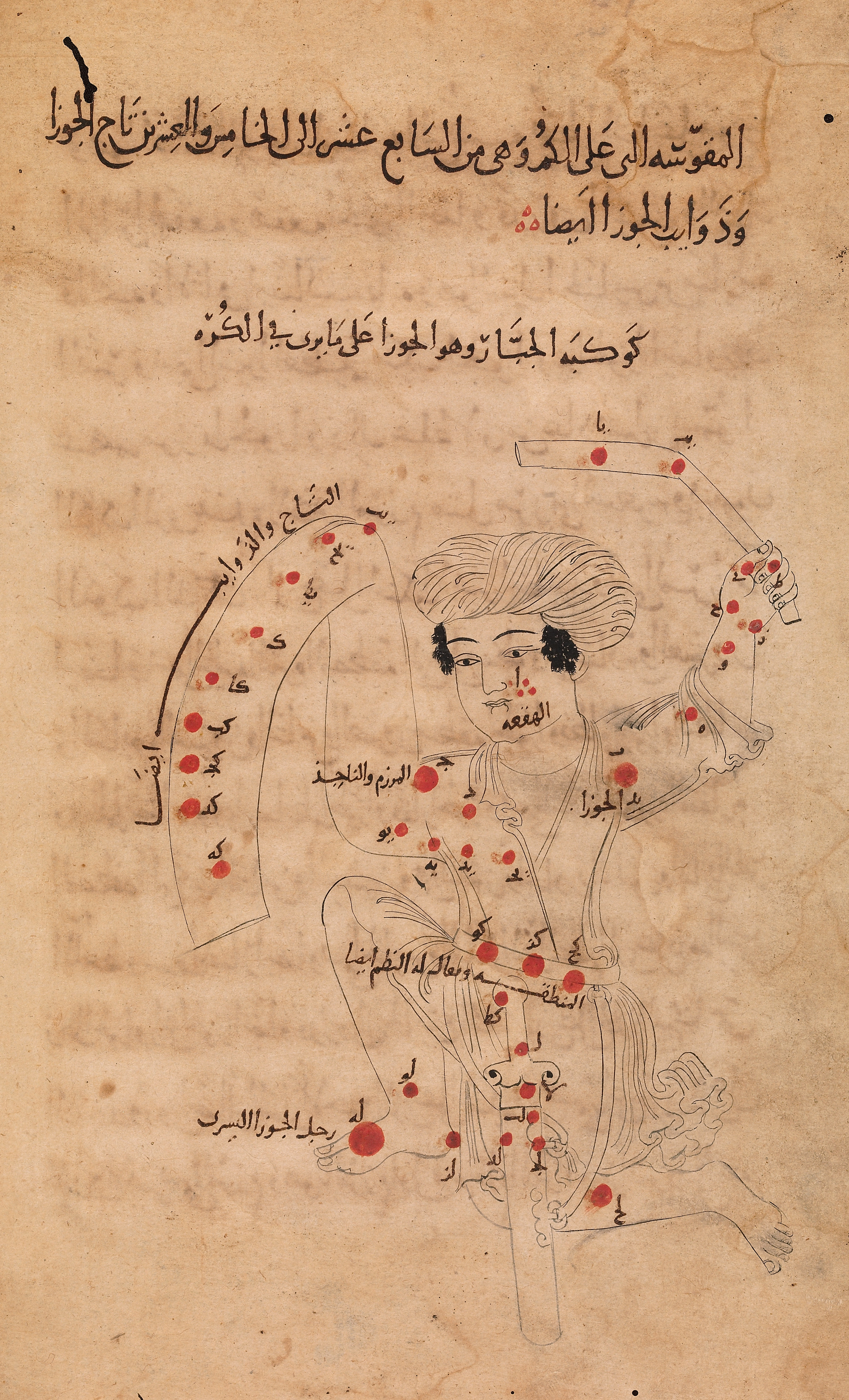
كوكب الجبار
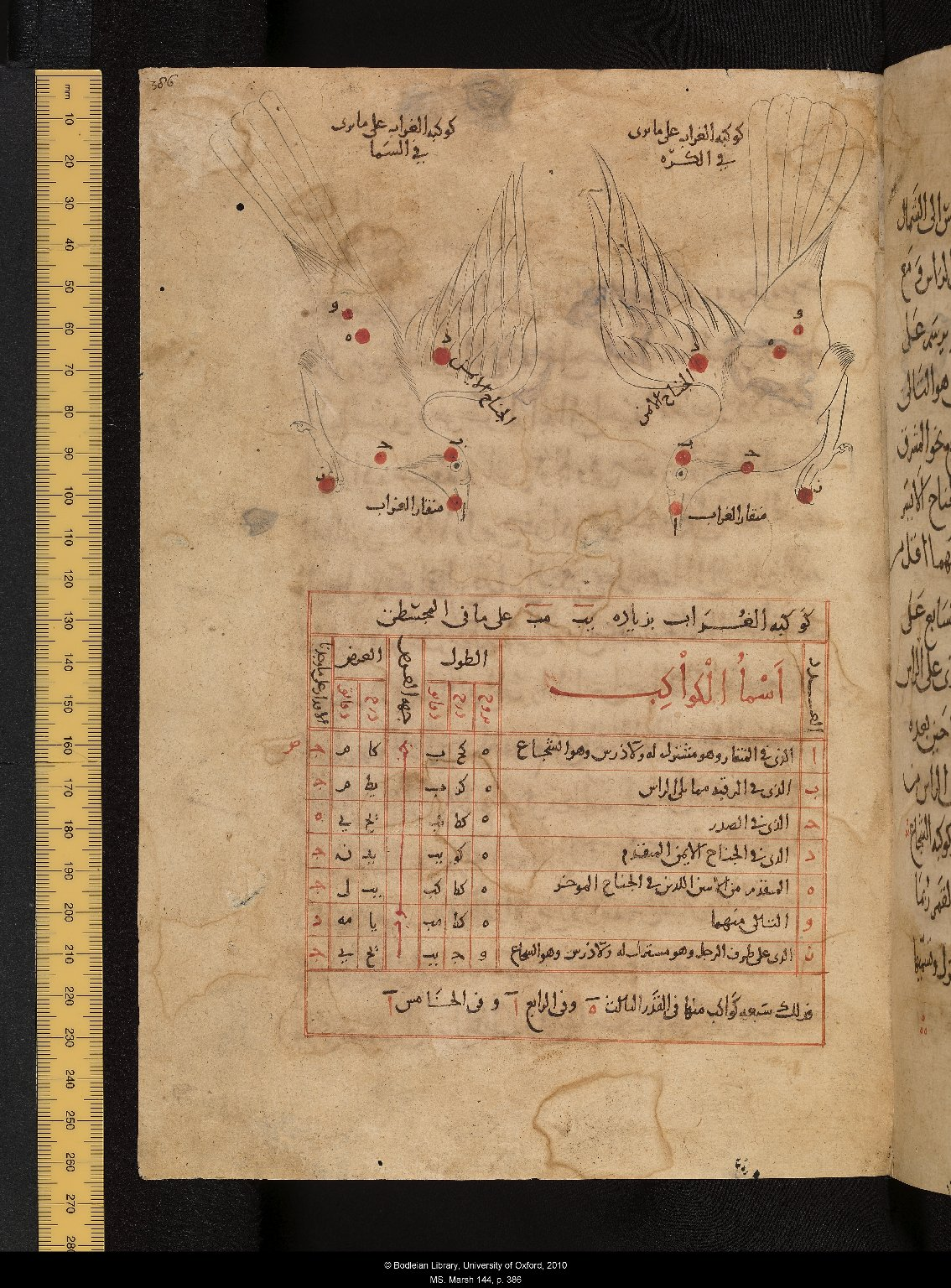
كوكب الغراب
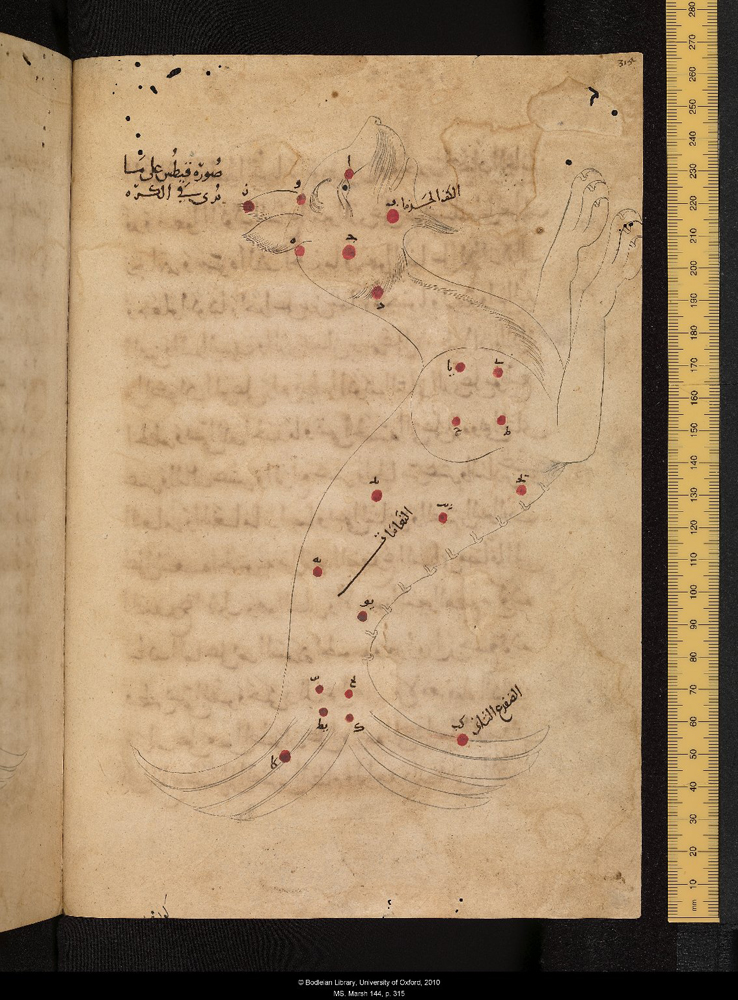
كوكب القيطيس
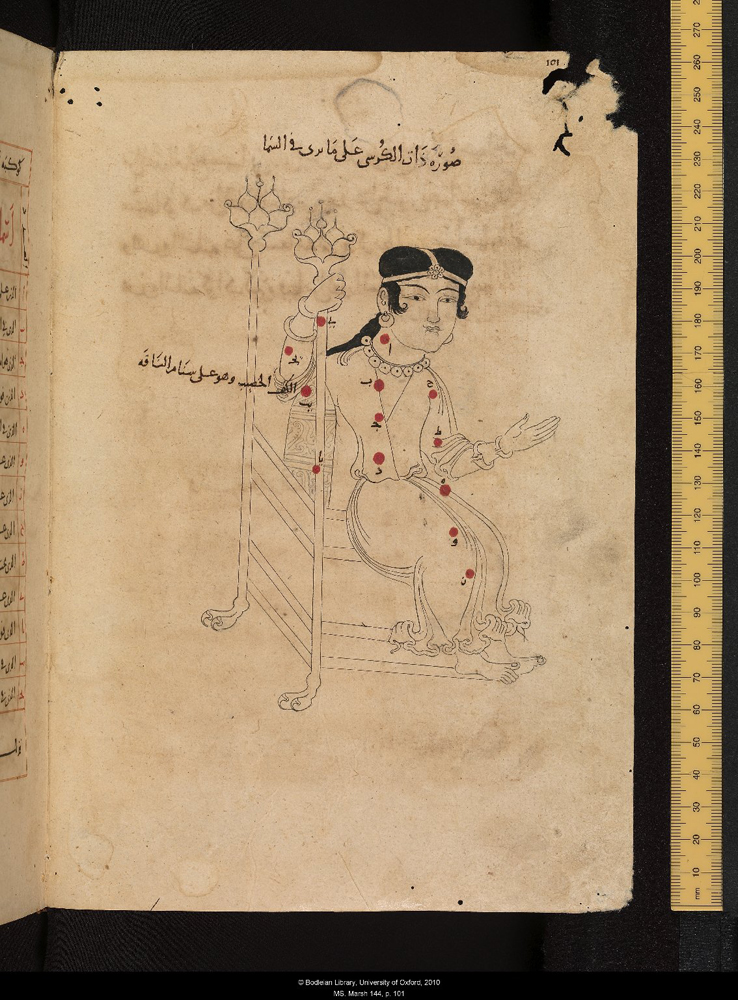
كوكب ذات الكرسي
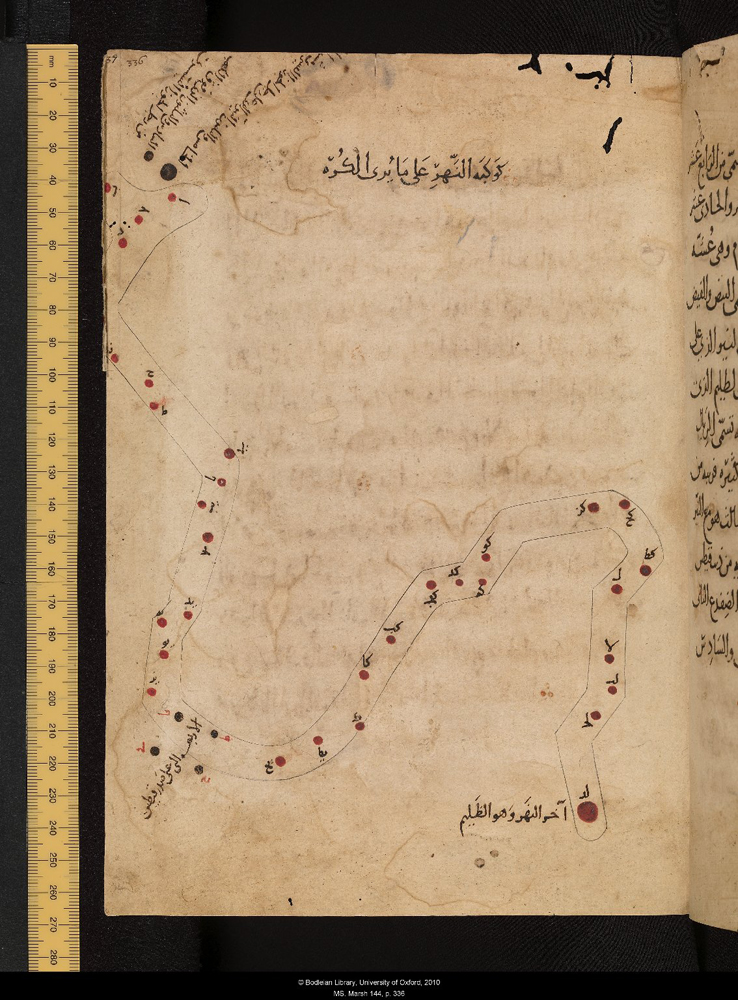
كوكب النهر
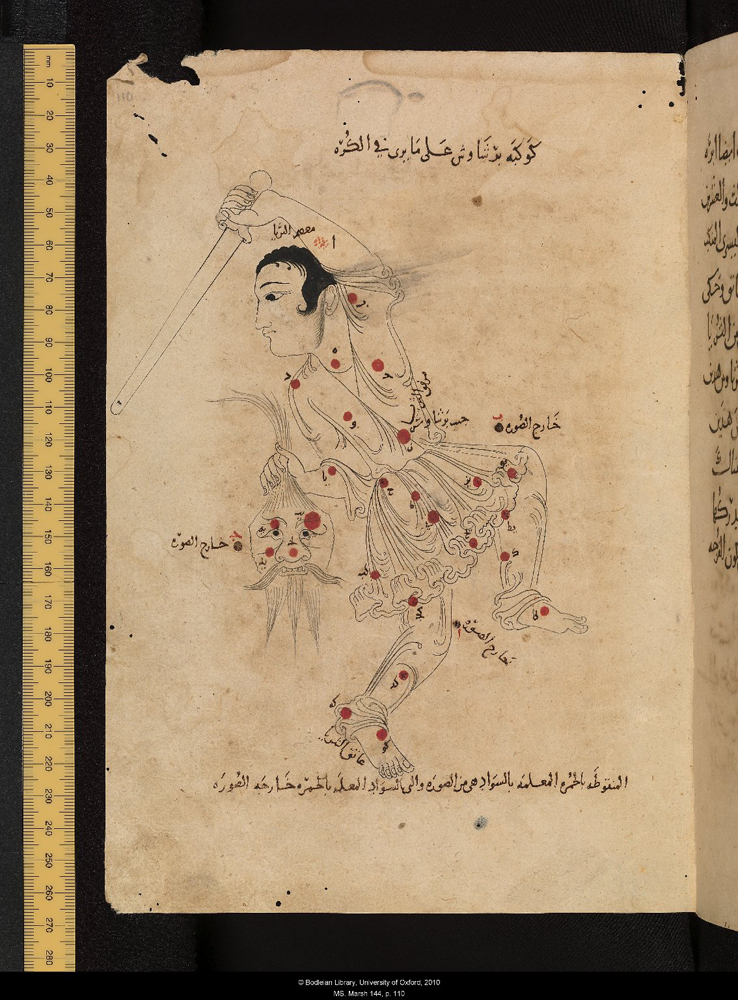
كوكب حامل رأس الغول
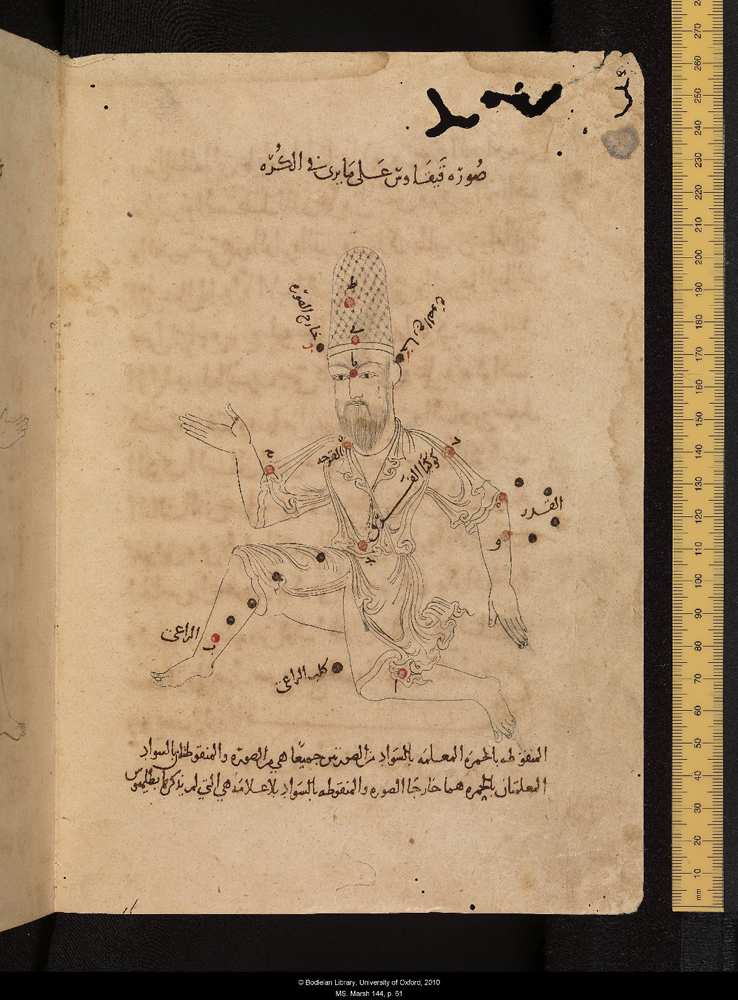
كوكب الملتهب
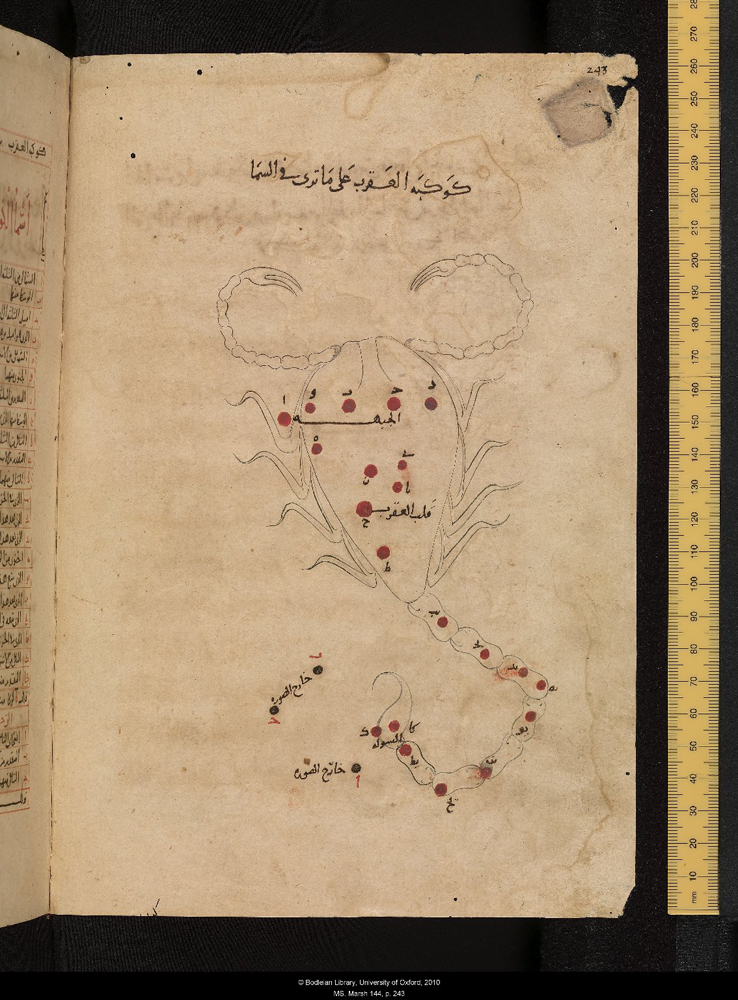
كوكب العقرب
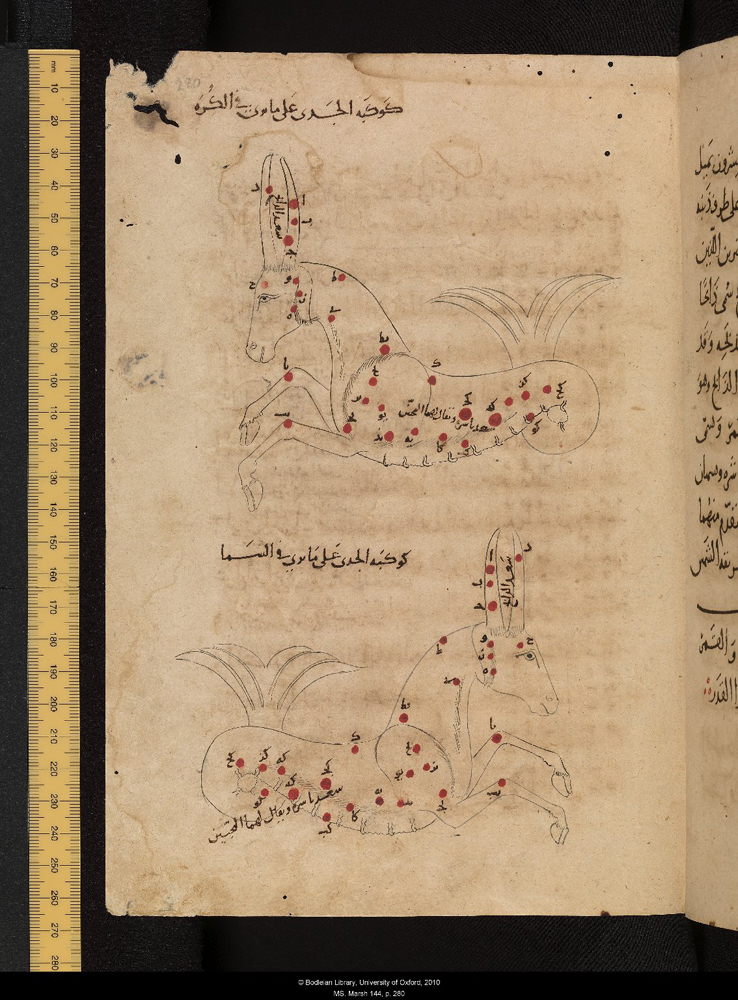
كوكب الجدي
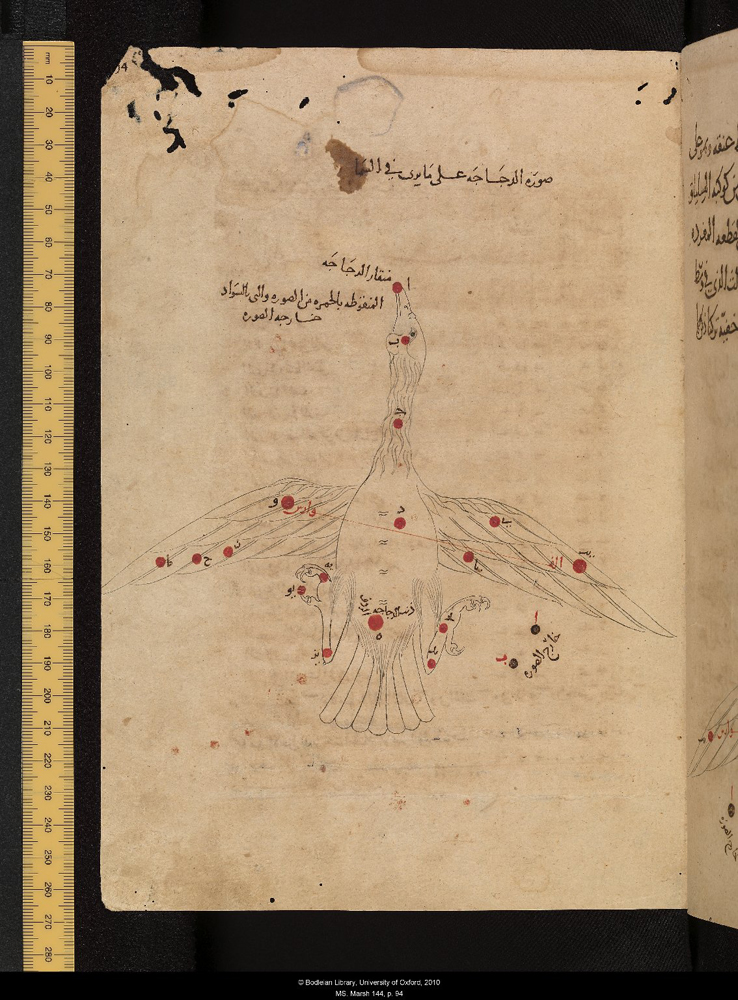
كوكب الدجاجة
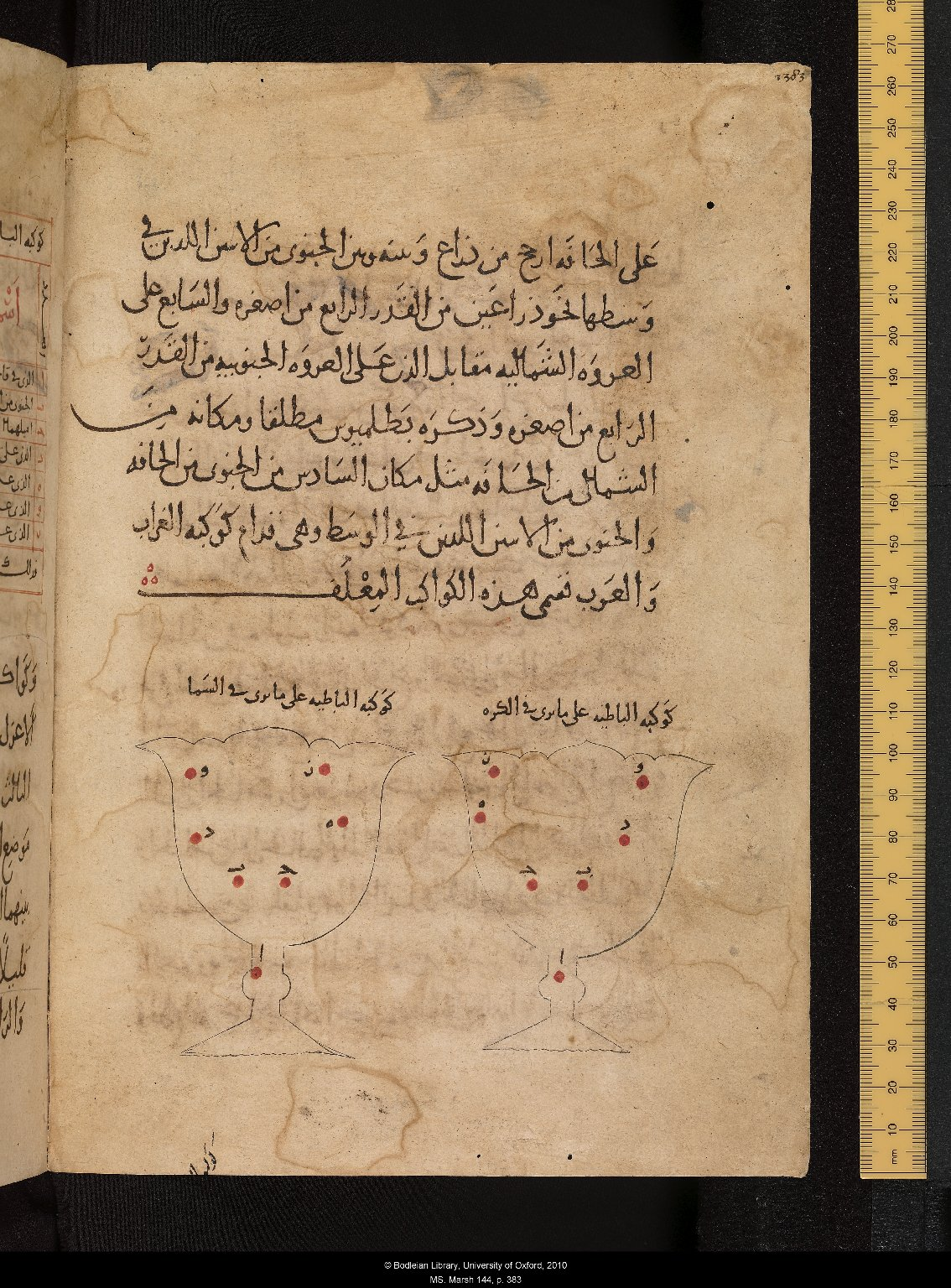
كوكب الباطية
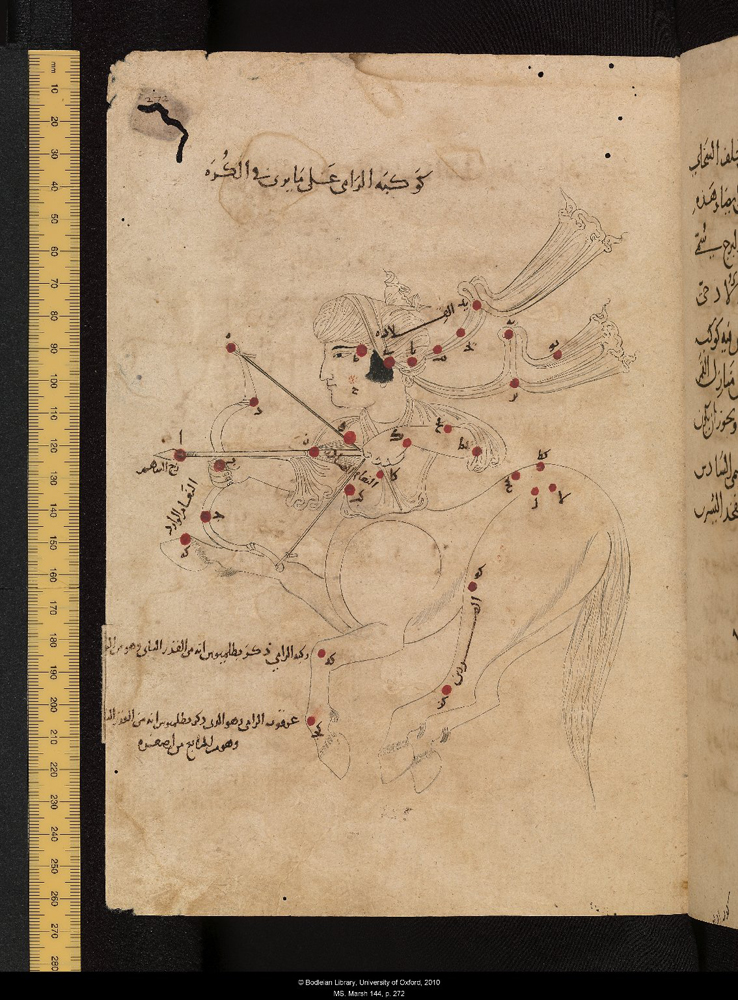
كوكب الرامي
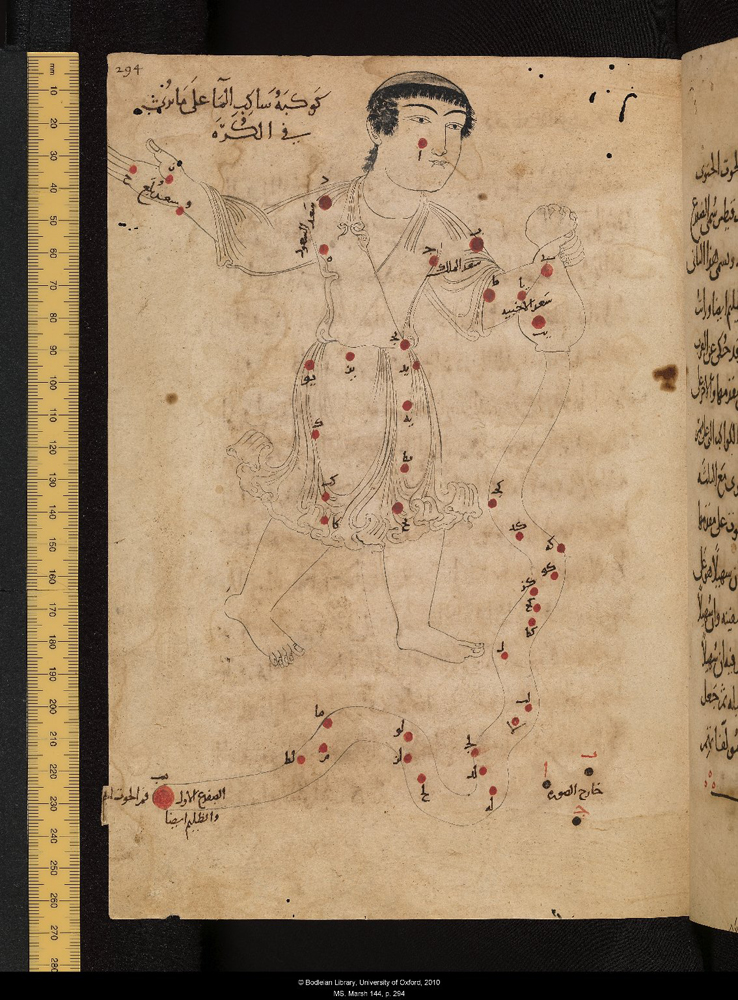
كوكب الدلو
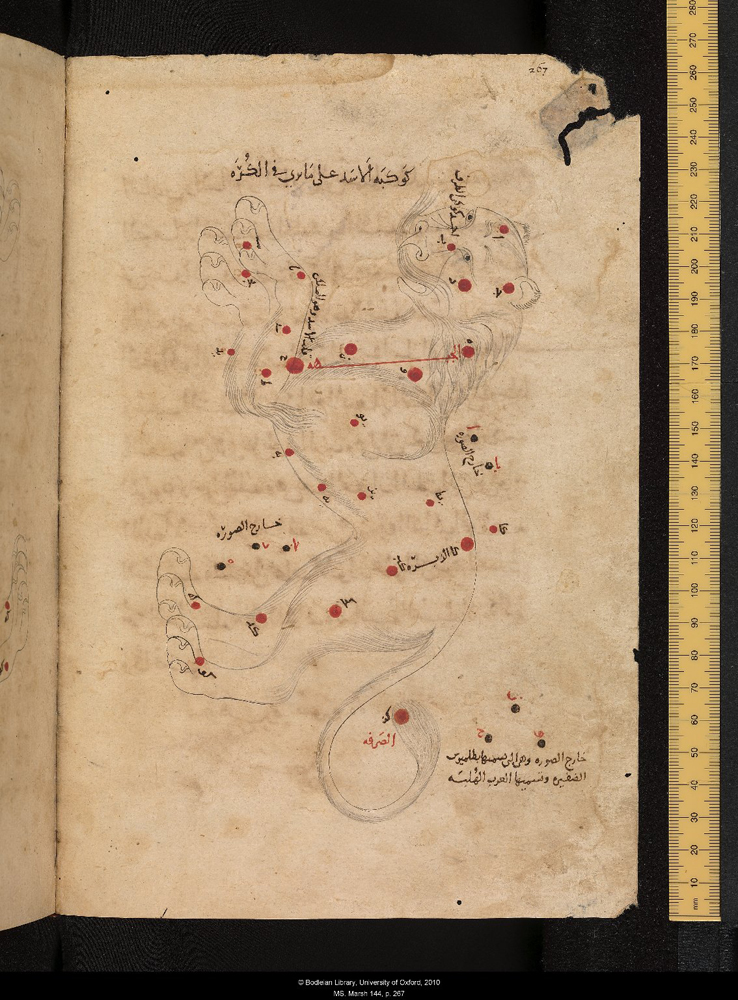
كوكب الأسد
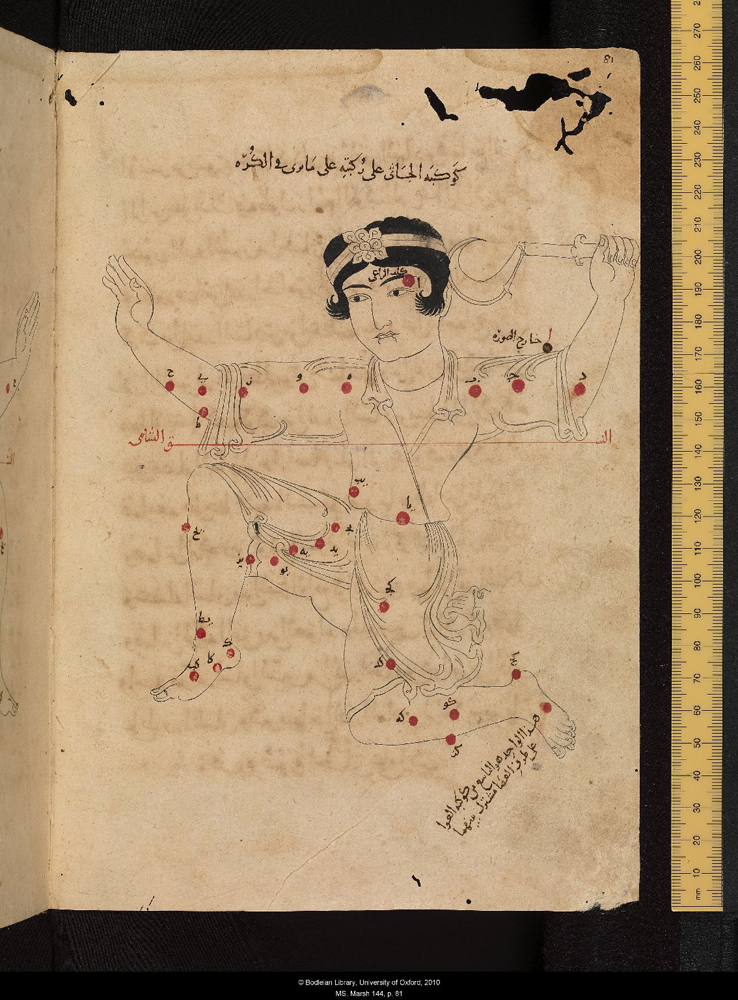
كوكب الجاثي
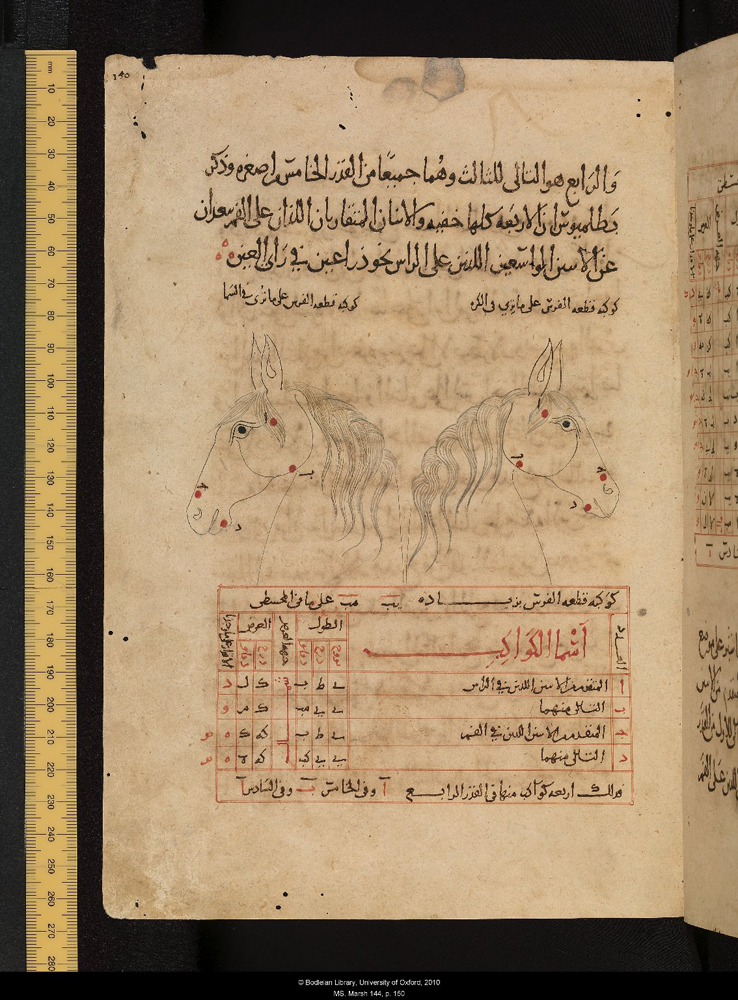
كوكب الفرس الأعظم
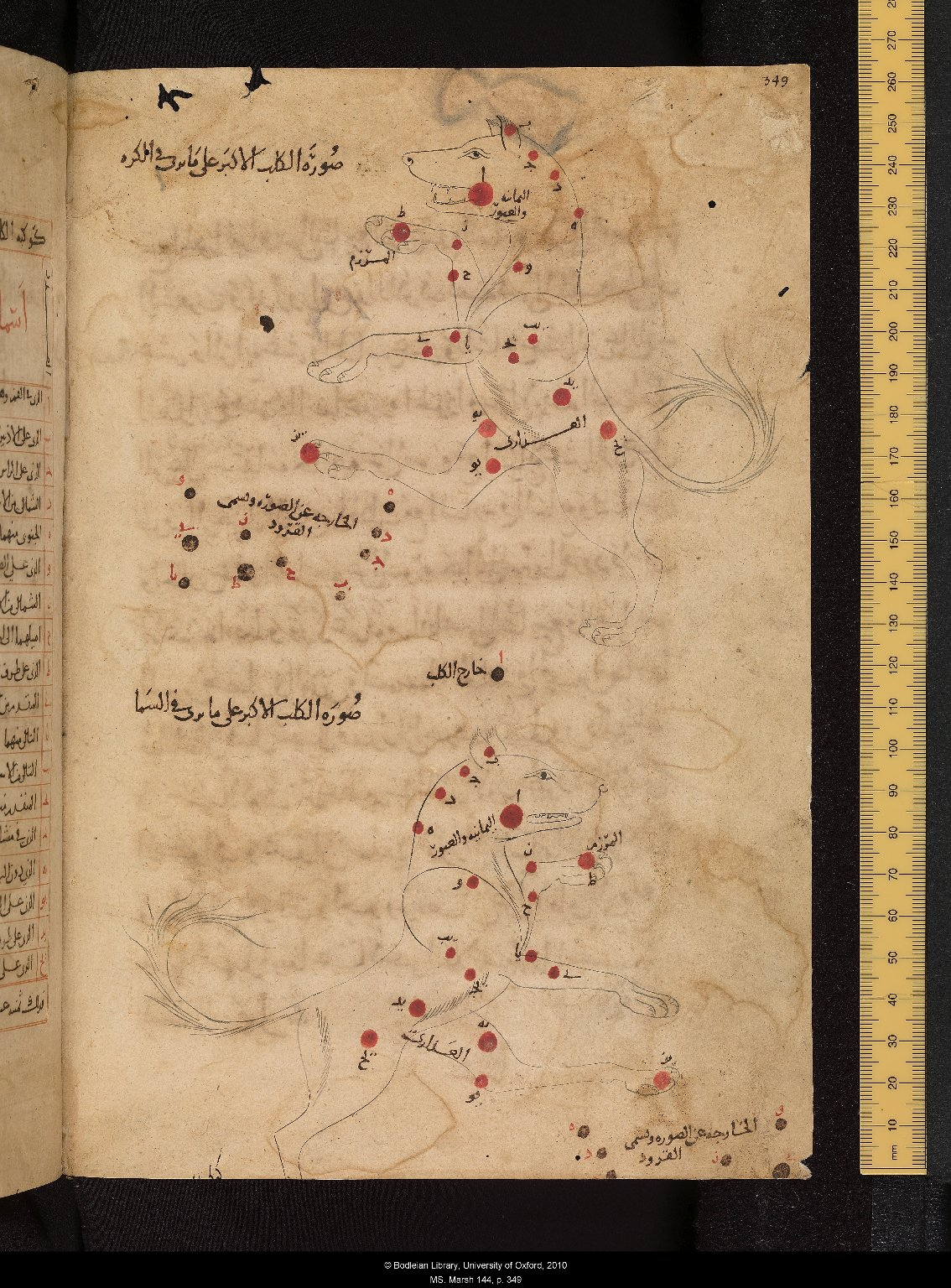
كوكب الكلب الأكبر
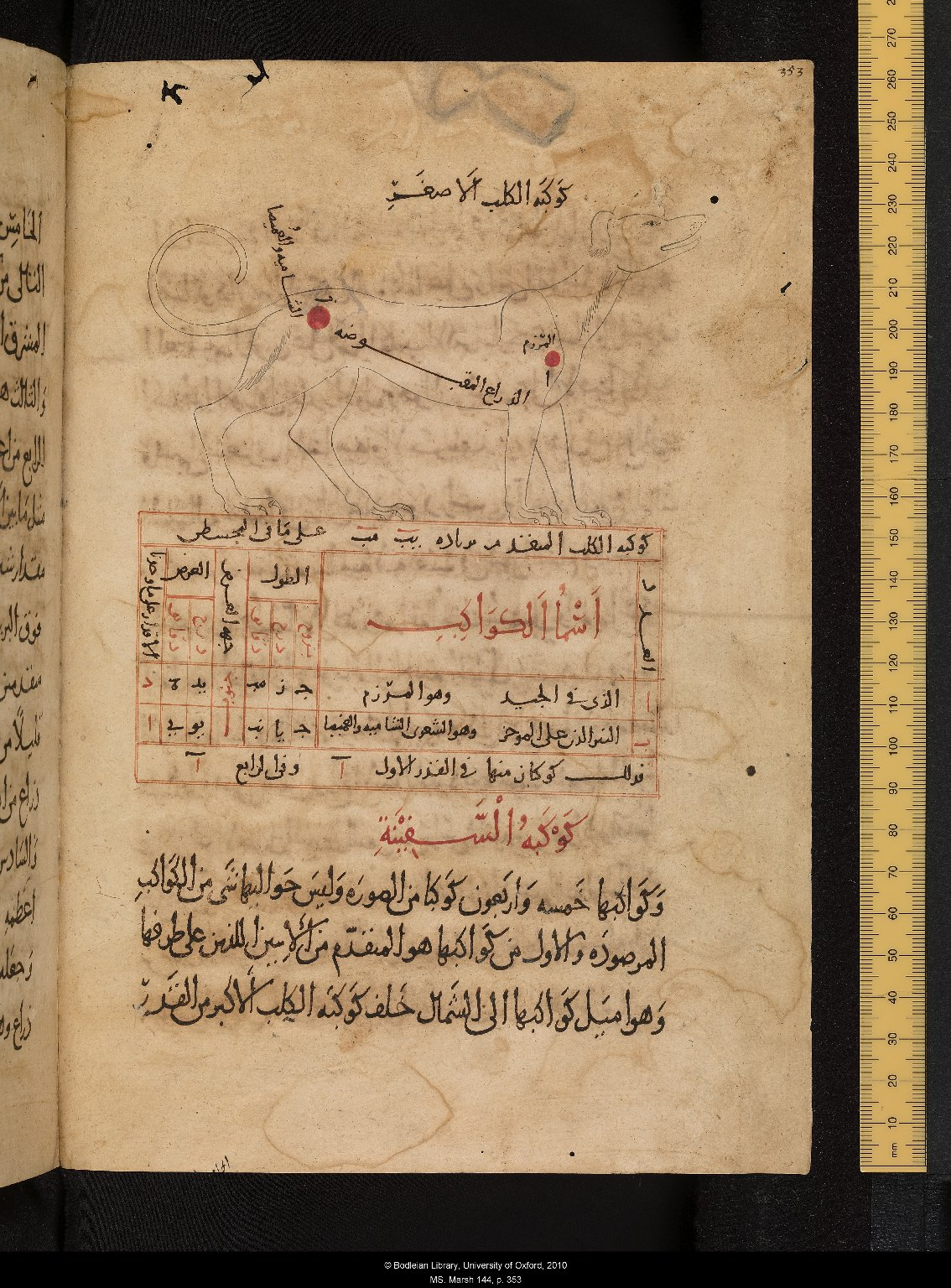
كوكب الكلب الاصغر
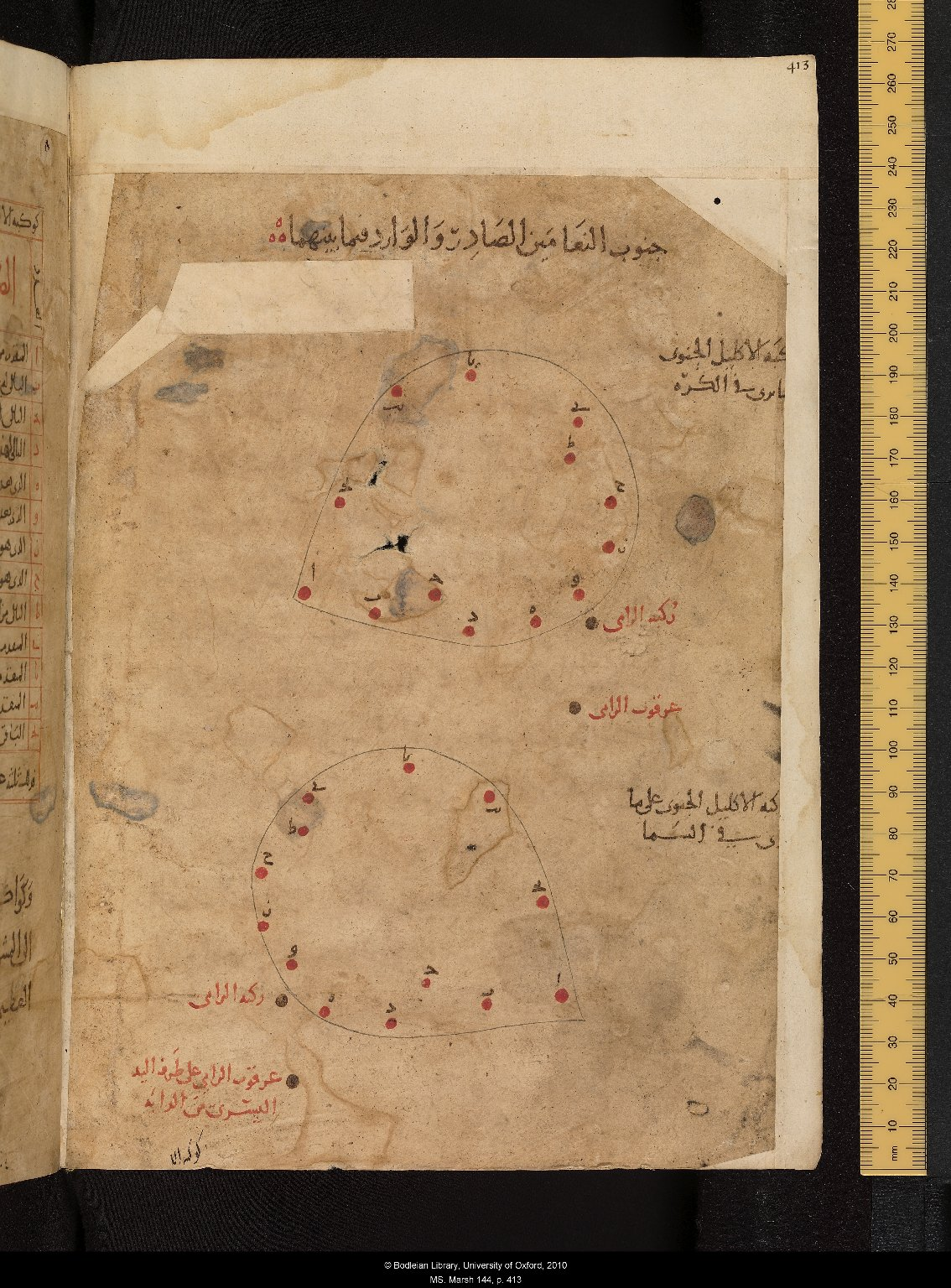
كوكب الإكليل الجنوبي
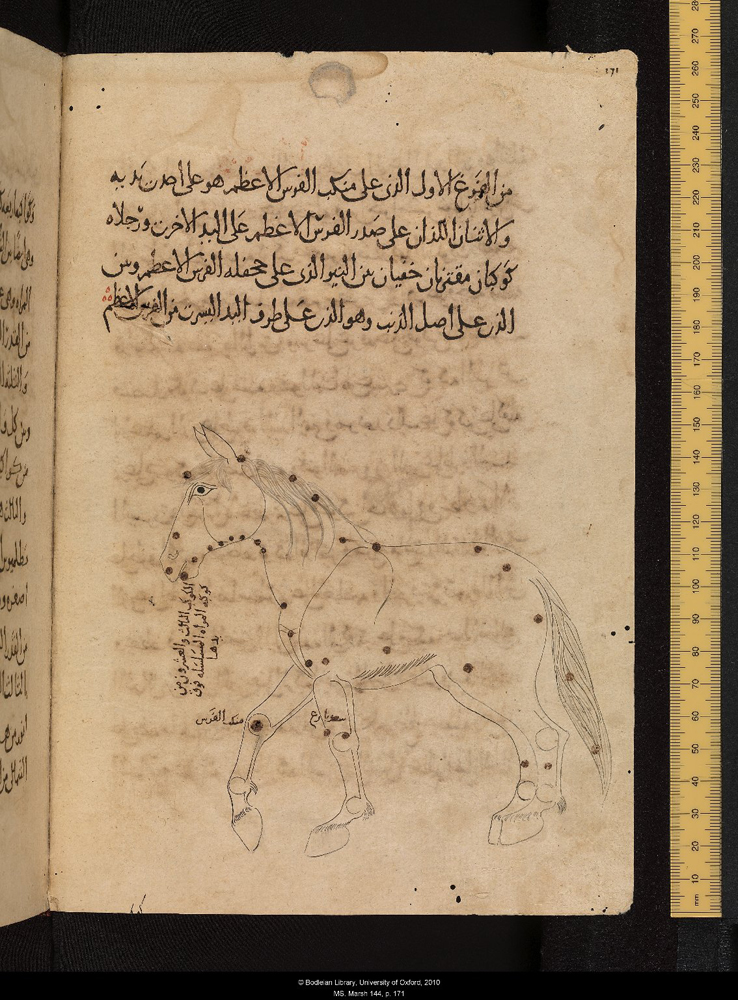
كوكب الفرس
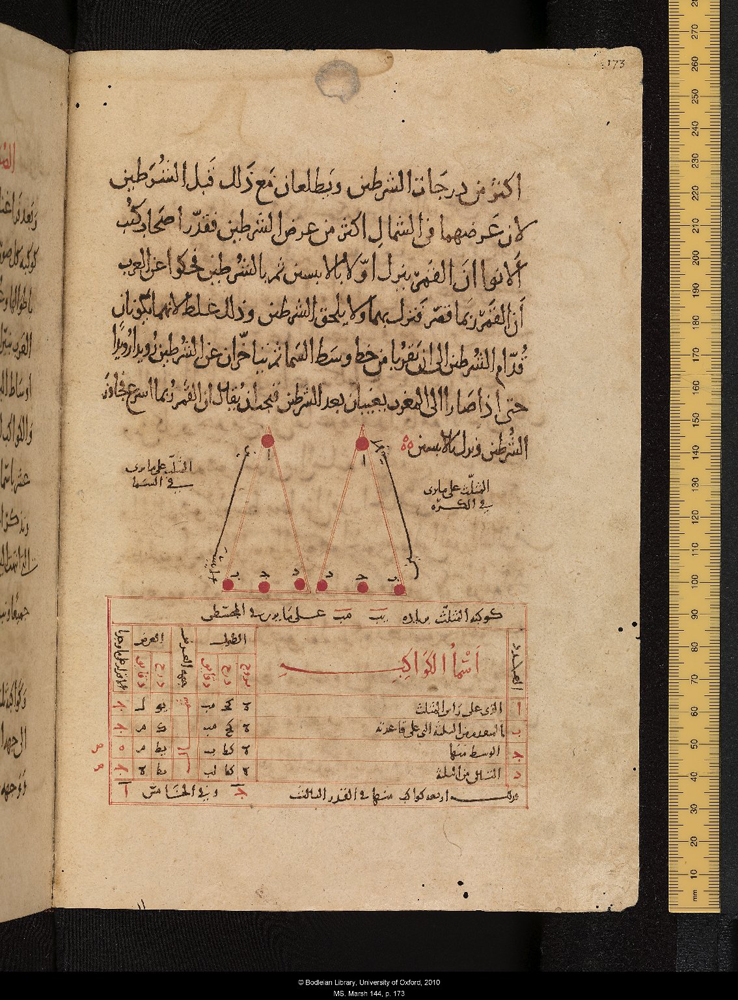
كوكب المثلث
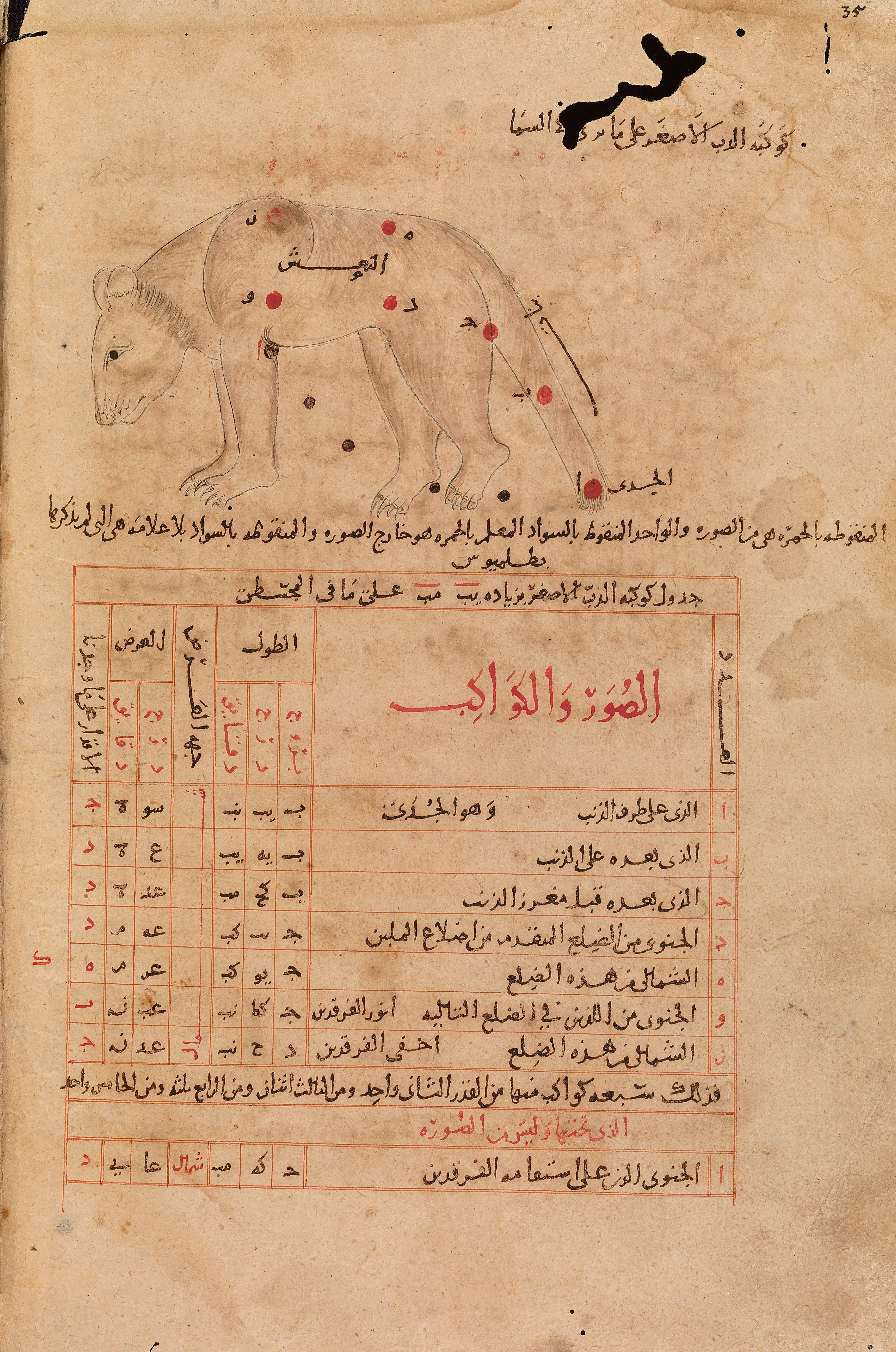
كوكب الدب الاصغر
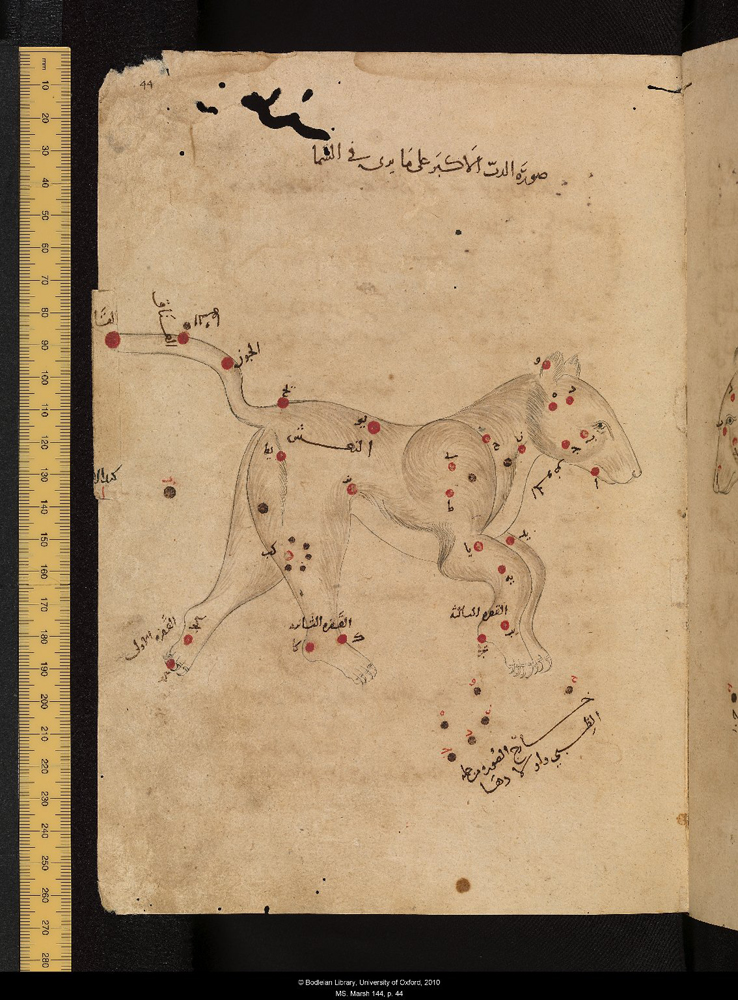
كوكب الدب الأكبر
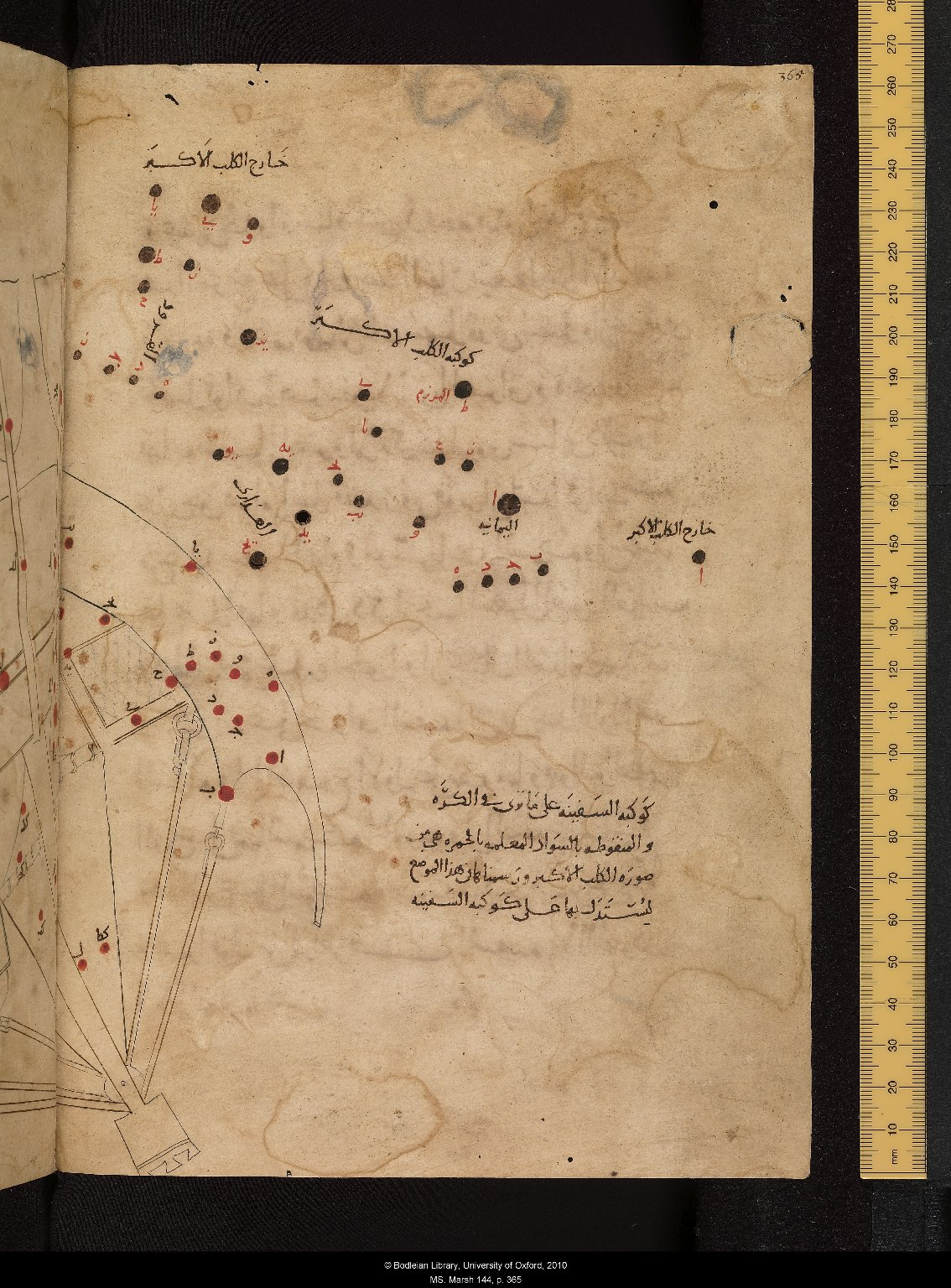
كوكب السفينة 1
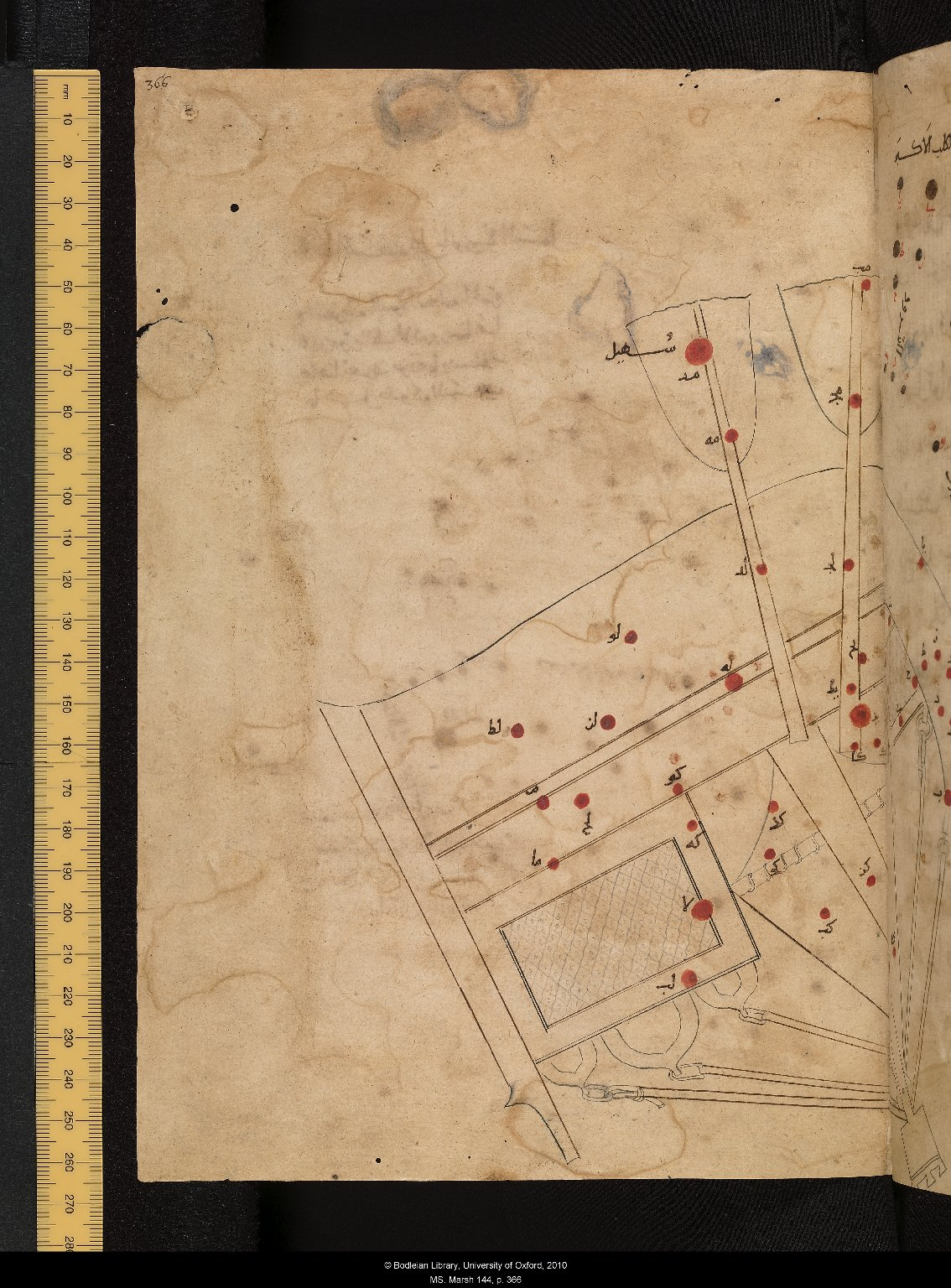
كوكب السفينة 2
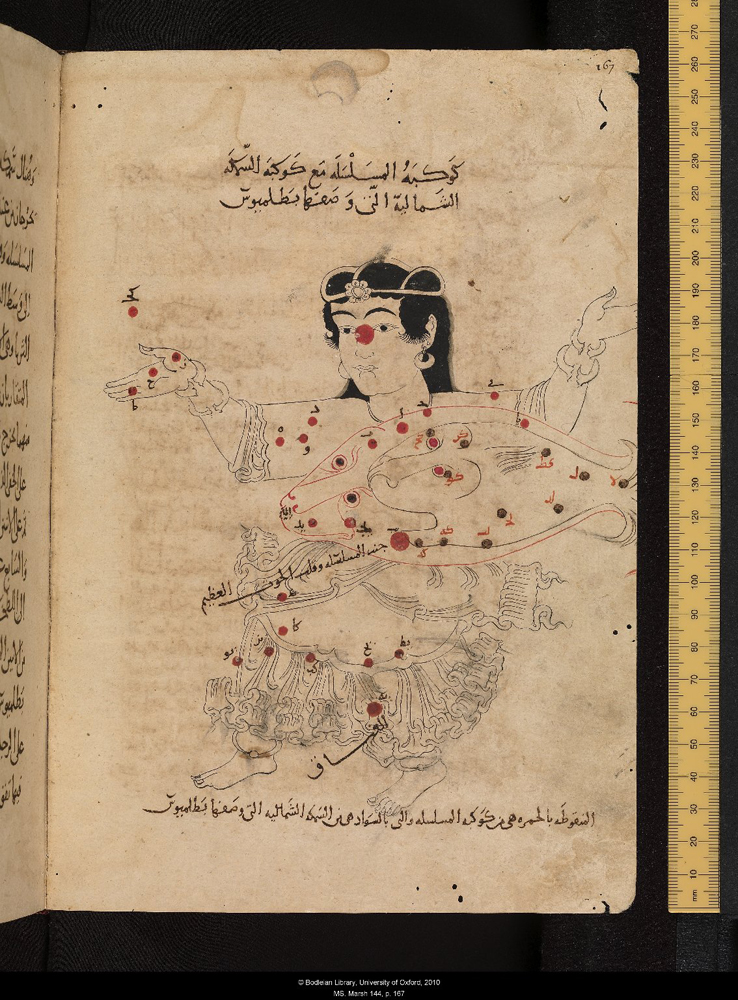
مجرة المرأة المسلسلة

## روابط خارجية
- عبد الرحمن بن عمر الصوفي على موقع الموسوعة البريطانية (الإنجليزية)